# 国鉄415系電車
415系電車（415けいでんしゃ）は、日本国有鉄道（国鉄）が設計・製造した交直流両用近郊形電車である。
国鉄分割民営化時には東日本旅客鉄道（JR東日本）と九州旅客鉄道（JR九州）に継承されたほか、民営化以降に東日本旅客鉄道によって製造された編成も存在する。
なお、本項では製造目的の共通する以下の車両系列についても記述する。
- 国鉄401系電車
- 国鉄403系電車
- 国鉄421系電車
- 国鉄423系電車

## 概要

### 交流電化の拡大
日本の国鉄における交流電化の実用化は1957年7月の仙山線仙台駅 - 作並駅間を皮切りに、同年9月北陸本線田村駅 - 敦賀駅間、1959年7月の東北本線黒磯駅 - 白河駅間と順次拡大した。これらの線区の旅客列車は電気機関車が使用されていたが、これに続く常磐線取手駅 - 勝田駅間、鹿児島本線門司港駅 - 久留米駅間の交流電化では投入線区の事情から直流電化区間と直通運転可能な交直流電車の投入が計画された。
常磐線は茨城県八郷町（現・石岡市）柿岡にある地磁気観測所の影響で取手駅以北の直流電化が出来ず、取手駅 - 藤代駅間にデッドセクションを設けた。鹿児島本線は輸送量を考慮して交流電化としたが、門司駅で接続する山陽本線の関門トンネル（1942年に直流電化で開業）は絶縁の関係で交流電化が不可能であり、トンネルを出た門司駅手前にデッドセクションを設けるとともに、下関駅以東の山陽本線は直流電化とすることが決定した。

### 交直流電車の試験と実用化
1958年3月には72系電車と旧伊那電気鉄道買収車のクハ5900形を改造した交直流試験車として整流器にシリコン整流器を採用した490系電車が登場し、仙山線で試験が行われた。続いて鹿児島本線の運用を考慮した直接式交流形電車クモヤ791形が試作され、北陸本線や九州地区で試験が実施された。1959年には支線区向けの簡易式交流専用車としてクモヤ790形がモハ11形からの改造で試作された。
常磐線と鹿児島本線での電車運転にあたっては、東京近郊や北九州都市間での都市近郊輸送に対応するため70系電車のような片側3扉セミクロスシート車とし、客車列車のようなステップを設けず新規電化線区のプラットホームを電車用に嵩上げすることした。編成は前面貫通構造の4両編成を基本とし、8両・12両への増結も可能とした。電気機器は101系や153系（東海形）の制御装置や主電動機をベースに変圧器・整流器などの交流機器を付加した構造とし、整流器には490系で試用されたシリコン整流器が採用された。
鹿児島本線では九州島内を直接式交流電車、本州直通を交直流電車とすることが検討されていたが、直接式の成果が良くないことと運用効率の面から交直流電車の共通運用とする方針が決定した。鹿児島本線向けはステップ付きの3扉車とすることも検討されたが、常磐線と同じくプラットホームを嵩上げしてステップのない車両を投入することとした。
これらの経緯から常磐線・鹿児島本線ともにシリコン整流器を使用した3扉セミクロスシートの交直流電車が投入されることになり、常磐線向けに401系が1960年8月に、鹿児島本線向けに421系が1960年（昭和35年）12月に登場した。

### 交直流近郊形電車の登場と増備
| 50 Hz | 60 Hz | 電動機出力    |
| ----- | ----- | ------------- |
| 401系 | 421系 | 100 kW (MT46) |
| 403系 | 423系 | 120 kW (MT54) |
| 415系 |       | 120 kW (MT54) |

401系・421系は国鉄のカルダン駆動方式の電車としては初の両開き3扉構造の近郊形電車であり、交流電化区間と直流電化区間の電源を車上での切換えで直通運転する交直両用電車の実用第1号として開発され、1960年から製造開始された。
401系は直流/交流50 Hz対応、421系は直流/交流60 Hz対応による相違。403系は1966年（昭和41年）から、423系は1965年（昭和40年）から製造された401系・421系の出力増強形。415系は直流/交流50 Hz・60 Hz両用とした系列で1971年（昭和46年）から製造された。
本系列が設計・開発開始された1950年代末期は主変圧器・主整流器・主平滑リアクトルなどの50 / 60 Hz両用交流機器がまだ開発されておらず、同一設計を採用しても一部機器が統一できなかったことから、商用電源周波数の違いにより別系列とされた。
このため交流50 Hz用の401・403系は電動車ユニットのみ形式が異なり、制御車のクハ401形は共通、交流60 Hz用の421・423系も同様で制御車はクハ421形とされた。一方で415系は制御車の形式はクハ411形とされた。
本系列新製時の車両基地は、常磐線・水戸線用が401系量産先行試作車を除き勝田電車区、九州地区用は415系100・200番台5編成を除き南福岡電車区へ集中配置されたほか、基本設計も415系まで踏襲されている部分が多いが、運用線区の違いなどから行先標（サボ）受の位置が異なるなど外観等に差異が見られる。

## 構造
本項では、各系列に共通する部分の解説を行う。

### 車体
| JR東日本415系0番台車内近郊形の標準的座席配置  |  | 403系の座席窓際のひじ掛けはない  |
| JR東日本415系0番台車内 近郊形の標準的座席配置 |  | 403系の座席 窓際のひじ掛けはない |

車体は153系を基本とする軽量形鋼を溶接で組立てた全金属製セミモノコック構造で車体幅2.9 mの裾絞り断面形状を採用。車体長も同様に中間車で19.5 mとしているが、1500番台では211系を基本とした軽量ステンレス車体とし、車体幅は車両限界一杯の2.95 m裾絞り断面形状としたほか、前頭部にFRP製化粧キセ（カバー）を装着する。
近郊形として通勤使用を考慮し70系同様のデッキなし片側3ドアとした上で客用扉は新たに101系と同じ1.3 m幅の両開き扉とした。客用扉のドアエンジンはTK4F形で、101系のように床下に設置できないため扉上部のカバーの中に設置された。また、側窓は101系と同じく2段上昇式となっているが、1500番台では1段下降式と相違がある。
交流区間での絶縁距離を確保するため、屋根上のパンタグラフと特高圧機器を設置する部分は低屋根構造とした。低屋根部分はベンチレーターが設置できないため、車内には通気用のファンデリアが、車外の屋根肩部には通風口が設けられた。
クハ401・421形の前面は、クハ153形0番台同様にパノラミックウインドウを採用し併結運転を考慮した貫通路を設置。運転室のフロントガラスが大きい低運転台構造とされた。前面の貫通幌枠はクハ153形と同じく出っ張りがない。
1962年以降に製造されたクハ401-23・クハ421-17からは踏切事故対策からクハ111形同様の高運転台に変更。また、403系・423系用を含め屋上通風器なども同時期に製造されたクハ111形に合わせた改良が実施された。
側面行先表示器はJR東日本発足後に製造された1500番台の一部とクハ415-1901とサハ411-1601を除き準備工事で落成したが、JR東日本所属車は1991年までに、JR九州所属車は2000年までに当時在籍していた全車に搭載された。
一方前面行先表示器はJR東日本所属車では常磐線独自の理由で白幕とされたが、JR西日本・JR九州所属車では行先を表示をしている。
塗装は先行試作車から1961年（昭和36年）落成分まではローズピンク（赤13号）を基調に、401系はクリーム1号、421系はクリーム2号で前面窓下に逆台形の警戒色が入る国鉄交直流電車の標準色とされた。加えて周波数識別用に、401系は制御車前面窓上に細帯、421系は全車の側面裾部に401系よりやや太い帯が、それぞれ前面警戒色と同色で入れられている。
1962年（昭和37年）落成分から401系は周波数識別帯を省略、421系は帯色を前面警戒色共々クリーム4号に変更、正面まで引かれるように改定された。421系の識別帯は後に省略されたことから、その後415系500番台途中製造分までの国鉄交直流電車の標準色となった。
常磐線用車両は1983年（昭和58年）8月からイメージアップのためクリーム10号に青20号帯の新塗装へ塗り替えが開始され、つくば万博開催直前の1985年（昭和60年）春までに全車の塗装変更が完了した。
九州配置車は1986年（昭和61年）3月に常磐線新塗装の415系500番台が転入後、同年夏に423系は白3号と青20号、713系はクリーム10号と青20号に比較検討の塗色変更を行い、同年10月以降は帯色を若干藍色がかった青23号とし、窓上にも青帯が入る新塗装への変更が開始された。ただし、勝田区からの転入車は民営化後の1987年（昭和62年）秋頃までは常磐線塗装のままだった。

### 車内
座席配置も70系のセミクロスシートを基本に改良を実施。中間車の扉間は戸袋部分を2人掛けロングシートとし、その4人掛けボックスシートを4組設置。車端部を3人掛けロングシートに4人掛けボックスシートが2組とし座席定員76名とした。通路幅は153系の540 mmから860 mmと拡大。また4人掛けボックスシートの座席はシートピッチ、幅とも狭く、窓側の肘掛けを省略されたが、415系100番台以降は4人掛けボックスシートの寸法と形状を急行形電車と同一とした。これらの構造は、以後長らく新性能近郊形電車の標準となった。
長距離運転を考慮し、トイレが制御車に設置された。汚物処理装置は当初153系で現車実験を実施した粉砕式を採用、その後は循環式を装着した。

### 主要機器
電動車は2両で1組のMM'ユニット方式を採用。M車には床下に主制御器・主抵抗器・電動発電機（MG）などの機器を、M'車には屋根上にパンタグラフ・交直切替器・交流遮断器などの機器と床下に主変圧器・主整流器・蓄電池・交直転換器などの機器を搭載する。

#### 台車・走行機器
台車は、枕ばねにコイルばねを使用する揺れ枕吊り台車で電動車用が101系と同一のDT21B形、付随車用がDT21B形をベースに台車枠形状などを付随車用に変更したTR64形を装着しており、基礎ブレーキは両者とも踏面ブレーキ式を装備している。軸箱支持装置は軸箱の下部左右に翼状の座を出してその上にコイルばねを配置して側枠からの荷重を受け止めるウィングばねと軸箱守（ペデスタル）で支持するペデスタル方式である。
クハ401-47・421-41以降の付随車用の台車はクハ111形同様にディスクブレーキを装備するTR62形とし、ブレーキ容量が増大された。1500番台では、211系と同様の枕ばねにダイヤフラム式空気ばねを使用したボルスタレス台車であり、軸箱支持装置も円錐積層ゴム式である。電動車用がDT50C、付随車用がTR235Cを装着しており、基礎ブレーキは前者が踏面ブレーキ、後者がディスクブレーキを装備している。
駆動方式は101系と同じく中空軸平行カルダン駆動方式である。歯車比は常磐線の平均駅間距離や平均速度、電力消費等を考慮した結果、101系の5.60と153系の4.21の中間を取った4.82が採用された。鹿児島本線でもほぼ同一の性能が求められたことから、401系・421系とも同一の歯車比となった。
ブレーキ方式は発電ブレーキ併用電磁直通ブレーキを採用。

#### 主回路・制御機器
主回路機器は101系をベースに交流区間での脈流対策を施工。当初開発された401・421系では主電動機はMT46A形直巻整流子電動機を改良し脈流対策を施したMT46B形、主制御器も同様に電動カム軸式で401・421系はCS12B形を415系はCS12G形を、主抵抗器も同様に強制風冷式のMR61形を搭載する。主電動機冷却風は、車体端部に設置した取入口からダクトを介して取込む方式とした。
電動発電機（MG）は容量を20 kVAに増大したMH97-DM61（出力電圧は単相交流100 V）を新規に採用してモハ401・421形ほかM車に設置し、自車を含む4両分の給電に対応した。空気圧縮機（CP）は101系や153系と同じMH80-C1000であるが、床下機器スペースの関係からクハ車（Tc）に設置された。
パンタグラフは架線電圧交流20 kVの加圧部からの離隔距離を250 mm以上確保する必要から、PS16形の台枠・空気配管を変更したPS16B形とした。モハ420-19以降は塩・塵害対策からステンレス製のPS16C形へ変更された。

#### 交流機器
主変圧器は、401系がTM2形、421系がTM3形、403系がTM9形、423系がTM10形、415系がTM14形もしくはTM20形を搭載。冷却方式は送油風冷式を採用する。TM2形・TM3形は使用される絶縁油にPCBを主とする不燃性油が使用されていたが、PCBによる環境汚染が社会問題化したためTM20形ではシリコン油が使用された。
主整流器は素子にシリコン整流子を採用した全波整流単相ブリッジ式で、401系がRS1形・RS2形、423系がRS3形・RS4形、415系がRS22A形を搭載した。冷却方式は電動送風機による強制式が採用されていたが、415系500番台最終増備車・700番台・1500番台では走行風を利用した自然冷却式のRS49形に変更された。

#### 交直切換装置
交直切換はデッドセクション通過時に運転士が車上の交直切換スイッチを操作する車上切換式である。デッドセクション手前で惰性走行の状態として交直切換スイッチを操作すると空気遮断器（ABB）が開放して停電し、デッドセクションを通過した先の通電区間に入ると電動車ユニット単位でABBが再投入されて通電が再開される。ABBの開放時にはアークを切るための空気が噴射される。
万が一切り換えを失念して冒進した場合、交流から直流への冒進時は主変圧器のヒューズが溶断して回路を保護し、直流から交流への冒進時は直流避雷器からの放電で冒進保護継電器が作動してABBが開放される方式が採用された。

## 系列別概説

### 401系・421系
401系は1961年6月の常磐線取手 - 勝田間交流電化に、421系は山陽本線小郡（現・新山口）- 下関間直流電化および鹿児島本線門司港 - 久留米間交流電化に対応する系列で、両系列とも1960年に量産先行試作車4両編成x2本が製造された。1961年より量産車が登場し、1966年（昭和41年）までに401系4両編成x25本計100両と421系4両編成x23本計92両が製造された。
1959年当時の形式称号規定では新性能電車の10の位のうち0 - 4を近距離用、5 - 8を中長距離用とし、交直流電車の場合は商用周波数により形式を分ける考えがあった。これにより形式は50 Hzの常磐線向けが401系、60 Hzの鹿児島本線向けが421系とされた。形式番号で411系（431系）が飛んでいるのは、将来的に2扉のローカル用電車が登場することを想定したためであるという。
制御車は401系・421系とも共通構造であったが、401系はクハ401形、421系はクハ421形と形式が分けられた。401系・421系は国鉄電車としては数少ない固定編成の運用思想が取られており、4両ユニットで編成替えを行わないことが理由とされた。後の451系・471系では制御車の形式は周波数を問わずクハ451形が共通使用された。
中間電動車のパンタグラフ取付部は絶縁確保を理由に低屋根構造としたため室内側にファンデリアを2基、外気取入グリルを車体側面幕板上部に設置する。制御車の3位側隅にトイレを設置する。
床下機器はモハ401・421形に主制御器・主抵抗器・誘導分流器・電動発電機（MG）などの主回路機器を、モハ400・420形に主変圧器・主整流器などの交流機器を、クハ401・421形には空気圧縮機（CP）を配置した。クハ車の制御回路は引き通し線が両渡り構造で、奇数または偶数向きの方向転換を可能とした。
第2次量産車となる編成のクハ401-23・クハ421-17以降の先頭車は、運転台がクハ153形500番台と同じく高運転台となった。クハ401-37・クハ421-37以降の先頭車は当初より架線電圧検知器（検電アンテナ）が屋根上に設置された。検電アンテナは従来車も第2次量産化改造時に取付けられた。
1964年には151系直流特急形電車の九州乗り入れ用として電源車のサヤ420形が製造され、481系が投入されるまでの1年間使用された。電源車運用終了後の1966年に旅客車のモハ420形に改造され、同時に新製された421系最終増備車のモハ421形とユニットを組んだ。すでにこの時期の製造はMT54系主電動機を搭載する423系に移行していたが、151系→181系改造で不要となったMT46形を再利用するために421系とされた。
1962年（昭和37年）には鉄道友の会から第2回ローレル賞を受賞。
401系は量産先行車8両が1978年（昭和53年）11月19日に廃車。量産車の廃車は1980年（昭和55年）から開始された。分割民営化時にJR東日本へ承継された車両は以下14両のみ。本グループは非冷房のままで415系1500番台に置換えられ、1992年（平成4年）までに全車廃車となった。
- モハ401・400-24・25
- クハ401-25・33 - 35・41・46 - 50[注 9]

421系は量産先行車8両が1979年（昭和54年）5月に廃車。量産車の廃車は1986年（昭和61年）から開始された。分割民営化時にJR九州へ承継された車両は、以下の4両編成7本で計28両。本グループは全車冷房化改造が施工されたが、811系・813系と置き換えられ、1994年（平成6年）から1996年（平成8年）にかけて全車廃車となった。
- モハ421・420-17 - 23
- クハ421-33 - 40・61 - 66

なお、クハ401形・421形共に低運転台車はJRに承継されず、1987年（昭和62年）までにすべて廃車された。

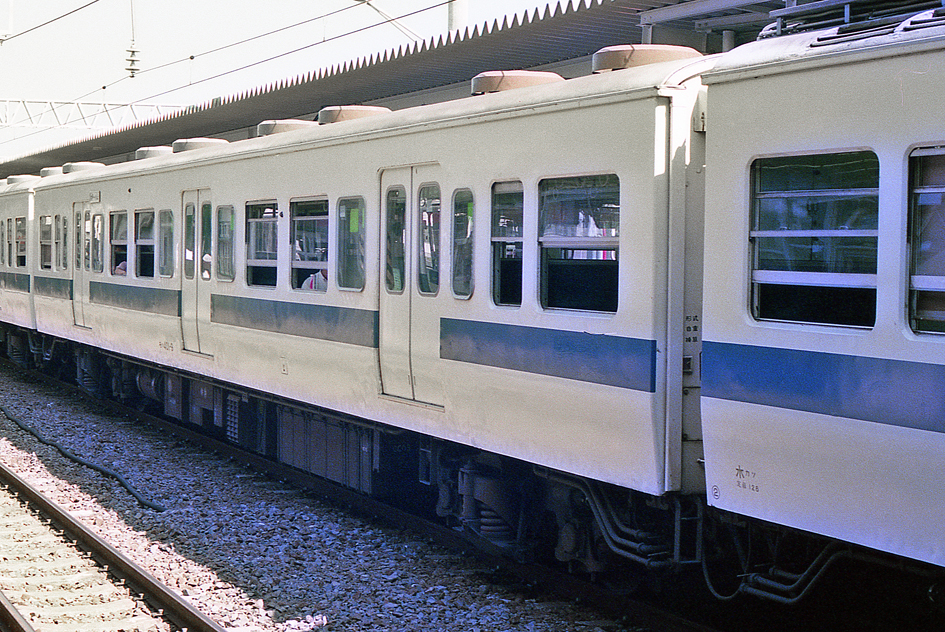
モハ401-9（1985年・水戸駅）
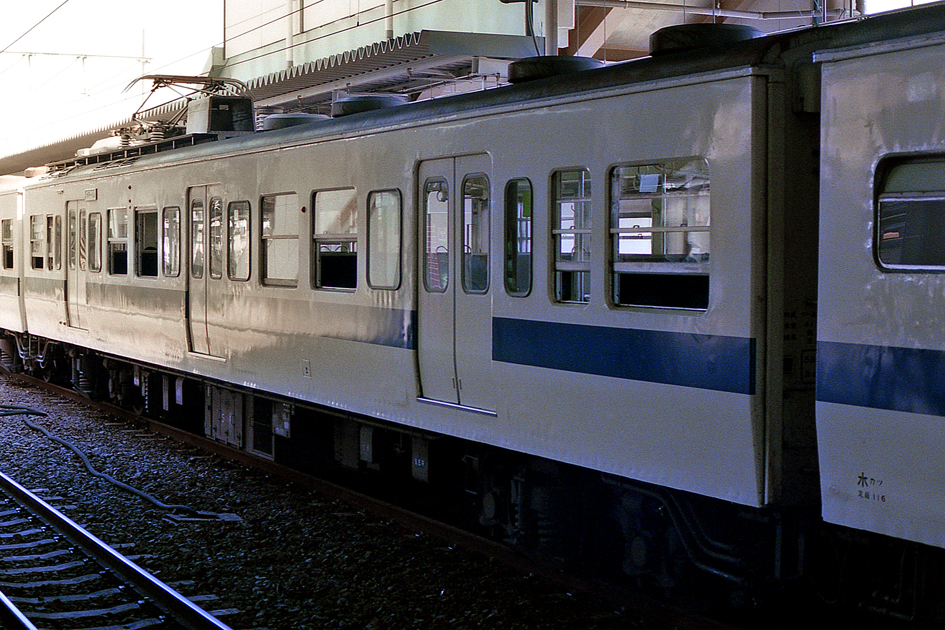
モハ400-9（1985年・水戸駅）
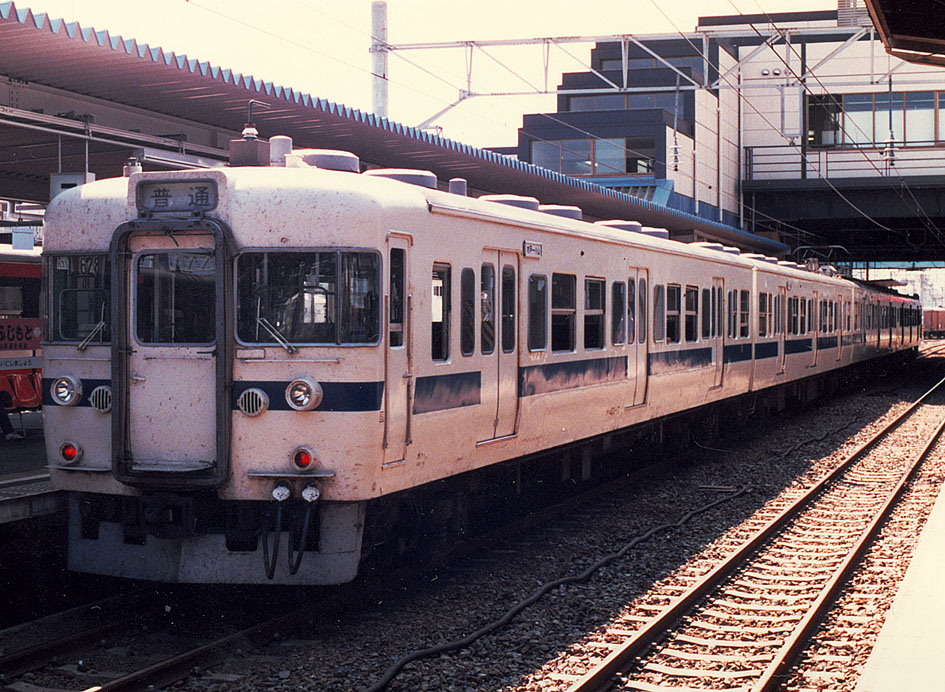
クハ401-17（1985年・水戸駅）

| 系列  | 形式      | 車両番号                | 製造年          | 製造数 | 備考                     |
| ----- | --------- | ----------------------- | --------------- | ------ | ------------------------ |
| 401系 | モハ401形 | モハ401-1 - 25          | 1960年 - 1966年 | 25両   |                          |
| 401系 | モハ400形 | モハ400-1 - 25          | 1960年 - 1966年 | 25両   |                          |
| 401系 | クハ401形 | クハ401-1 - 50          | 1960年 - 1966年 | 50両   | クハ401-23以降は高運転台 |
| 421系 | モハ421形 | モハ421-1 - 23          | 1960年 - 1966年 | 23両   |                          |
| 421系 | モハ420形 | モハ420-1 - 20          | 1960年 - 1962年 | 20両   |                          |
| 421系 | クハ421形 | クハ421-1 - 40・61 - 66 | 1960年 - 1966年 | 46両   | クハ421-17以降は高運転台 |
| 421系 | サヤ420形 | サヤ420-1 - 3           | 1964年          | 3両    | 151系九州特急用電源車    |

#### サヤ420形
1964年に川崎車輛で151系の九州乗り入れ対応用電源車として3両が製造され、南福岡電車区に配置された。
東海道新幹線の開業に伴うダイヤ改正で、東海道本線特急として運用されていた151系電車は山陽本線を主体にした新幹線連絡特急に転用されることになり、その一部が「つばめ・はと」の愛称で新大阪 - 博多間を運転する列車として設定された。
運転区間のうち門司駅構内デッドセクションを介在し、九州島内は交流電化区間であったため直流電車であった151系電車は下関 - 門司間はEF30形、門司 - 博多間はED73形で牽引された。しかし、単にEF30形やED73形が151系を牽引するだけでは151系のサービス用電源が確保できないことから、サシ151形に交流区間用電源装置搭載案・電源装置搭載交直流電気機関車新造案などと比較検討されたが、当初から151系の投入が暫定的かつ短期間とされたことからモハ420形をベースに必要な機器類を搭載した電源車を製造し、機関車と151系電車の間に挟んで使用する案が採用された。
そのため当初から421系として製造され以下の特徴を持つ。
- モハ420形への改造を前提にしているため、車体の基本構造はモハ420形と同一で、塗色は従来の421系と同一。
  - 両端妻面上部に通風口を設置。
  - 下り側（博多側）妻面の貫通路は貫通扉を設けず、通風口付きの板でふさいでいる。
  - 両側面各1枚の戸袋窓部には窓ガラスをはめず通風口を設置。
  - 付随車であるが台車は動力台車のDT21T。
- サービス電源用MGを床下に搭載。
- 車内は通常通りに座席が設置されたほか通路やドア部床などに機器類を搭載。
- 連結器は両エンドとも自動連結器を搭載。
- 151系電車との間には補助回路用引き通し用ジャンパ連結器を装備。
- 牽引機関車との間には非常時パンタグラフ下げ指令回路用ジャンパ連結器を装備。

翌1965年10月1日に交直両用の481系に置換えられたことからサヤ420形は不要となり、1966年に小倉工場でモハ420-21 - 23へ改造。別途日立製作所で製造されたモハ421-21 - 23・クハ421-61 - 66と4両編成3本に組成された。
| サヤ420車両番号 | 製造会社 | 落成日     | モハ420車両番号 | 改造施工 | 落成日     |
| 1               | 川崎車輛 | 1964.07.11 | 21              | 小倉工場 | 1966.02.10 |
| 2               | 川崎車輛 | 1964.07.12 | 22              | 小倉工場 | 1966.02.10 |
| 3               | 川崎車輛 | 1964.09.25 | 23              | 小倉工場 | 1966.02.11 |

### 403系・423系
主電動機の定格出力を、401系・421系に搭載していたMT46系の100 kWから、120 kWに向上したMT54系に変更した系列である。403系は交流50 Hzに対応しており、常磐線ならびに水戸線電化準備用に1966年より勝田区へ配置された。423系は交流60 Hzに対応しており、鹿児島本線の熊本駅まで電化延長に合わせて1965年より南福岡に配置された。
このため、車体および車内設備は401系・421系と同一である。MM'ユニットは403系がモハ403・402形、423系がモハ423・422形となった。113系と同じく電動車のみが新形式となり、制御車はクハ401・421形が継続して新製された。性能面でも401系・421系との併結が可能で、歯車比も同一の4.82である。
401系・421系と同じく4両編成で組成された。403系は20編成計80両、423系は30編成計120両が1965年から1968年まで製造された。同時に以下の設計変更が実施され、機器類の標準化が図られている。
- 制御車の運転席側屋根上通風器を箱型に変更。
- 屋根雨樋を乗務員室扉上方まで延長、乗務員室扉の上に付いていた雨樋を廃止。
- モハ402形・422形は以下の設計変更を実施。
- 主電動機出力アップにより主制御器・主抵抗器の容量を増大。
- 主変圧器ならびに主平滑リアクトルの一体構造化により機器配置変更。
- 屋根上パンタグラフ周辺機器配置は455・475系と共通化。

最終増備車である403系第20編成及び、423系第29・30編成では以下の改良が実施された。
- 屋上通風器をグローブ型から押し込み型へ変更。
- 座席取手を変更。
- 客室側扉をステンレス化。
- 403系は行先標差し・急行札差しなどを423系と同一配置に変更。

事故廃車となったモハ402-1・クハ401-52・クハ421-43の3両を除く全車両がJR東日本とJR九州に承継された。
403系は1990年 - 1992年に冷房改造未施工車の一部が415系1500番台へ置換えられ、1997年にE501系2次車投入により13両が廃車された。その後しばらく動きはなかったが、2005年（平成17年）7月からE531系投入により廃車が再開した、2007年3月18日ダイヤ改正で運用離脱。2008年までに全車廃車となった。
423系は813系の増備に伴い1996年（平成8年）から廃車開始され、2001年（平成13年）に全車廃車された。
なお、福岡県直方市の車両保存団体「汽車倶楽部」にFo49のクハ421-97の運転台が保存されている。これは、この形式唯一の保存車である。

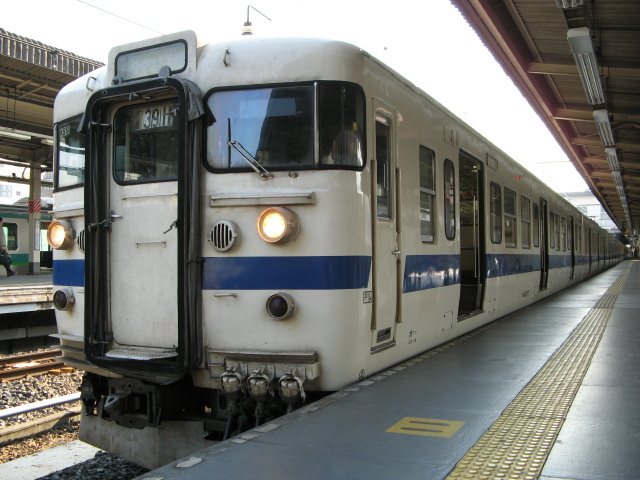
403系K519編成 前面強化改造施工後でアンチクライマー装着
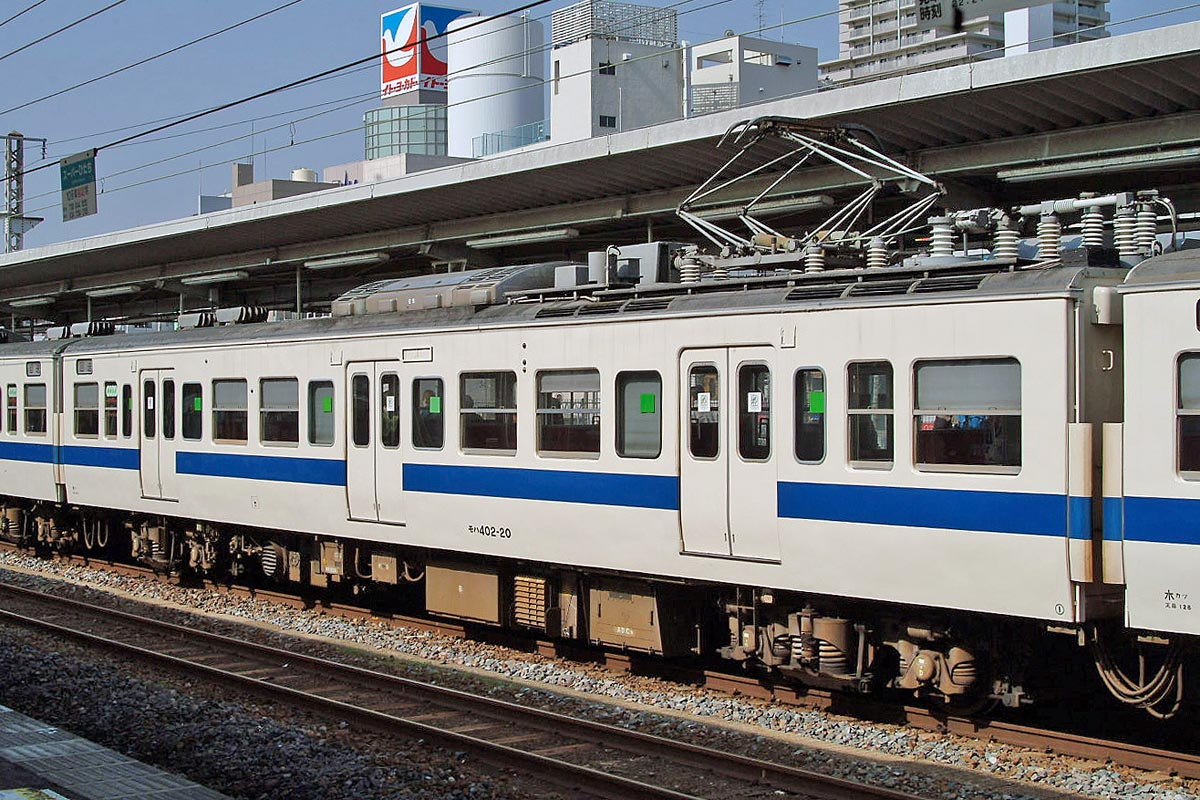
モハ402-20 最終増備車で403系唯一の押し込み型通風器装備

| 系列  | 形式      | 車両番号                  | 製造年          | 製造数 | 備考                         |
| ----- | --------- | ------------------------- | --------------- | ------ | ---------------------------- |
| 403系 | モハ403形 | モハ403-1 - 20            | 1966年 - 1968年 | 20両   |                              |
| 403系 | モハ402形 | モハ402-1 - 20            | 1966年 - 1968年 | 20両   |                              |
| 403系 | クハ401形 | クハ401-51 - 90           | 1966年 - 1968年 | 40両   |                              |
| 423系 | モハ423形 | モハ423-1 - 30            | 1965年 - 1968年 | 30両   |                              |
| 423系 | モハ422形 | モハ422-1 - 30            | 1965年 - 1968年 | 30両   |                              |
| 423系 | クハ421形 | クハ421-41 - 60・67 - 106 | 1965年 - 1968年 | 60両   | クハ421-61 - 66は421系に組成 |

### 415系
1971年（昭和46年）から製造が開始された。主変圧器のTM14形は商用周波数の50 Hzと60 Hz両方に対応しており直流電源を合わせて三電源に対応している。401・403系が交流50 Hzのみに、421・423系が交流60 Hzにのみに対応していたものを統一したグループである。1991年までに、鋼製車347両・ステンレス車141両の488両が製造された。
形式はMM'ユニットがモハ415・414形に、クハ411形が300番台に番台区分された。411系と413系を飛ばし、かつ電動車と制御車で異なる形式番号となっているのは、401・403系および421・423系の改番計画が存在したためである。
改番計画は新性能電車の10の位の数字を通勤形と近郊形で明確に区分する考えによるもので、電動車は主電動機出力と周波数により形式を区分し、制御車は同一形式として番台区分を行うとされた。計画案では401系の電動車をモハ411・410形に、403系の電動車をモハ413・412形に改番し、421・423系の電動車は既存形式を踏襲、制御車はクハ411形に統一してクハ401形をクハ411形0番台に、クハ421形をクハ411形100番台に改番するとしていた。
これらの改番計画は実現せず、クハ411形100・200番台の空き番号は後の415系増備車で使用された。また、413系の形式番号は1986年に登場した471系・473系の車体更新改造車に付与された。
文献によっては「周波数による区分で401系・403系を411系に、421系・423系を413系に改番」、あるいは「主電動機による区分で401系・421系を411系に、403系・423系を413系に改番」とするものも存在するが、福原俊一はこれらの説を誤りであるとしている。

#### 0・300番台
MM'ユニットが0番台、クハ411形がCPとトイレを装備する300番台に番台区分されるグループ。MM'ユニット19組38両とクハ411形39両の77両が製造された。勝田電車区へは4両編成10本が、南福岡電車区へは4両編成9本と、事故廃車代替用のクハ411形1両が配置された。なお本グループは以下の2形態に分類される。
1971年（昭和46年）東急車輛製造グループ
勝田電車区に配置されたモハ415・414-1〜3と、クハ411-301〜306の12両で以下の特徴を持つ。
- 車体は403系最終増備車に順じており落成時は非冷房
- クハ411形の制御回路引き通し線は両渡り構造とし奇数・偶数向きの方向転換が可能
- モハ415形に搭載されるMGの容量は、従来と同じ20 kVAだが、出力電圧を単相交流100 Vから三相交流440 Vへ変更

本グループは、1977年までに冷房化改造が施工された。
1974年（昭和49年）以降製造グループ
0'（ゼロダッシュ）番台と呼ばれる。以下のモデルチェンジを実施した。
- 集中式冷房装置AU75形（48.84 kW ≒ 42,000 kcal/h）を搭載し、天井に設置されていた扇風機及びパンタグラフ部分の天井に設置されていたファンデリアを廃止
- 運転室に冷房装置からの冷風ダクトを通したため制御車前頭部屋根上にあった箱型通風器を廃止
- 床材の難燃化と床下配管のダクト化による防火対策
- 側窓に隙間風防止と工作性容易化のため外付けユニットサッシ窓を採用
- ロングシート部座席を改善
- クハ411形運転室の拡大ならびに運転台をユニット化
- 主変圧器は公害防止対策から冷却油（絶縁油）をPCB油からシリコン油にしたTM20形へ変更
- 電動発電機（MG）は、偶数向きクハ411形に三相交流440 V、容量160 kVAの冷房電源兼用を搭載 。これに伴いモハ415形に搭載されていた容量20 kVAのMGは廃止された
- 冷房用三相交流引き通しKE5形ジャンパ連結器1基を追設
- クハ411形の低圧制御回路引き通しジャンパ連結器をKE58形2基両渡りから457系と同様のKE76形3基片渡り構造としたため先頭車の向きは奇数または偶数向きに固定
- 荷重増減によりブレーキ力を調整する応荷重装置を搭載
- クハ411形南福岡電車区新製配置車は常磐線用列車無線搭載準備工事を施工して落成

1975年製造のクハ411-335は、脱線転覆事故により廃車となったクハ421-43の代替として新製された。このため、落成時には冷房装置は搭載されておらず、唯一の冷房準備車として落成した。その後1983年に、同じ編成を組むモハ423・422-2・クハ421-44と共に冷房化された。冷房準備車特有の最前部大型箱型通風器や、外キセをステンレス製としたAU75E形を搭載していた。2001年（平成13年）、423系全廃とともに同車も除籍され、415系で最初の廃車となった。
2000年（平成12年）には南福岡所属FM5編成がミレニアム記念として、翌2001年（平成13年）には常磐線勝田電化40周年記念でK510編成が、それぞれ旧塗装への復元が施工された。K510編成は後に一般塗装へ戻されたが、FM5編成は国鉄時代の旧塗装のままで運用され、2012年3月15日に運用離脱し廃車された。
勝田車両センターの一部編成および、南福岡車両区・小倉総合車両センター門司港車両派出配置車はクハ411形トイレ対向部を除きロングシート化された。

JR東日本在籍車はE531系への置換えで全廃。また、JR九州在籍車はセミクロスシート車が大分・鹿児島などへの一時的な疎開留置が実施された。2010年にはFo2・3編成が留置先の鹿児島総合車両所から小倉工場（現・小倉総合車両センター）回送されたのを皮切に、ロングシート化改造編成も含めて順次同様の措置が採られた。2014年8月27日には、最後まで残存していたFj-7編成が小倉総合車両センターへ回送された。同年11月までに廃車が終了し、本番台区分は消滅した。ただし、2013年まではFo3編成のクハ411-325が、2013年以降はFj8編成のうち門司港側2両のクハ411-336が白一色塗装へ、モハ414-18が青一色塗装へ変更の上で『安全技能伝車』となっており、小倉総合車両センターで訓練等に使用されたがいずれも2024年(令和6年)春までに解体されており現存しない。

#### 100・200番台
1978年より製造された。MM'ユニット28組56両及び、クハ411形52両・サハ411形4両で計112両のグループ。4人掛クロスシートが狭く評判も悪かったため、座席幅を930→1,040 mmに、間隔を1,420→1,490 mmとして、従来の急行形車両並に拡大を行った。いわゆるシートピッチ改善車である。客室扉間間隔寸法と窓配置を変更されたのがこの番台の大きな特徴。4両編成7本およびMM'ユニット2組4両とサハ411形4両が勝田電車区に、4両編成14本が南福岡電車区に、4両編成5本が大分電車区へそれぞれ新製配置された。
車体構造は同時期に製造されていた113系2000番台と基本的に同一である。制御車は奇数向きがトイレ無しで100番台。偶数向きはトイレ付きで200番台となっている。CPと、容量160 kVAのMGを搭載する。車内は客室荷物棚棒と、腰掛ヶ込板がステンレス化などによる無塗装化された。車体中央部の通風器は、取付位置を冷房装置から離れた位置に変更した。床下に搭載される電磁弁等やブレーキ装置を集約ユニット化。トイレの明かり窓の形状は、特急車両と同型FRP製ユニットとした。
最終増備車は、1984年にモハ415・414-127・128とサハ411-1 - 4の8両が、日立製作所笠戸事業所で製造された。本グループは、常磐線一部編成7両化や将来の15両編成化を考慮されている。当初より常磐線の新塗装で落成した。そのほか、屋上の押込式通風器と、冷房装置キセ、室内化粧板が500番台と同一となっている。押込式通風器はFRP製。車内の室内色はクリーム色となっており、クロスシートの腰掛モケット色は落成当初の713系電車と同様のロームブラウンを基調としたものに変更された。
サハ411形は常磐線の基本編成の一部を7両編成化するために製造された。新規に起こされた中間付随車形式のため番台区分は1-となる。またCPと容量160 kVAのMGが2と4には新製時から搭載されたが、1と3はMG搭載準備工事で落成した。翌1985年の7両編成化時に搭載された。
2007年～2009年にJR東日本車は全廃。JR九州車は、Fo104編成が2021年1月から3月にかけて廃車された。2021年4月の時点で4両編成x18本計72両が車籍を有しており、全編成が大分鉄道事業部大分車両センターに配置されていた。なお大分車両センター所属車のうち、小倉車両センターから転入した12本はロングシートへ改造されていた。
2022年8月から9月にかけてFo109編成、Fo125編成が廃車され、2022年9月22日ダイヤ改正をもって100・200番台の定期運用は終了した。2022年10月にFo107編成が廃車された。2023年5月から6月にかけてFo103編成、Fo123編成が、2023年9月にFo105編成が、それぞれ廃車された。2024年2月にFo126編成が廃車された。
2024年4月1日時点で4両編成x11本計44両が大分鉄道事業部大分車両センターに配置されている。疎開先は、Fo106,108,110,111が熊本、Fo117,118,122が門司、Fo112,119が門司港、Fo120,124が津久見となっている。

#### 500・600番台
老朽化した401系初期車取替えと、常磐線の混雑緩和を目的として1982年より製造された。4両編成×24本の計96両のロングシート車グループで、全車が勝田電車区へ新製配置された。トイレはクハ411形偶数向き車に設置されている。その対向側はクロスシートが設置されたため600番台が区分がされた。
外観は運転室・窓配置・客室扉などの割付きは100番台から踏襲されたが、ロングシート化により定員は20 %増加。車体の経年劣化対策として屋根材を絶縁屋根布からポリウレタン系樹脂系塗屋根材に変更。腐食防止の観点から外板腰下部の約400 mmにステンレスを使用した。そのほか、客室扉部は連続溶接化され、屋上通風器はFRP製箱型に変更された。内装は当時増備されていた201系と同じく、化粧板がクリーム色、腰掛けモケットがロームブラウンの暖色系を基調とした。座席端部には袖仕切りを設置した。
ロングシートは座面高400 mm・奥行600 mmとされた。また当初は禁煙区間が上野 - 土浦間のみだったため、各車両の出入台戸袋窓下と妻部に灰皿が設置された。
台車は従来車と同じだが、ロングシート化による定員増により荷重が増加したため、枕ばね・軸ばねのばね定数を変更した。
搭載される電気機器と配置は100番台を踏襲しているが、床下のブレーキユニット箱を廃止して重量軽減を図ったほか、電動車の重量バランス均等化の観点から、従来モハ414形に搭載されていた蓄電池と付属設備をモハ415形に移設した。これはモハ414形の定員乗車時車両重量が52 t（軸重13 t）を超過するためであり、100番台と比べて1 t軽量化された。
腐食防止の観点から車体裾部にステンレスを使用したほか、設計変更が数度実施された。
- 1982年（昭和57年）製510以降は冷房装置外キセ（カバー）をステンレス化。
- 1984年（昭和59年）製513以降は新塗装で落成
- 1985年（昭和60年）製521は主整流器を後述の700番台と同様のRS49形に、床面高さを201系などの通勤電車と同じ1,200 mmに[注 16]、天井を平天井に変更。
- ドアエンジン部分にも製造時期による相違があるほか、JR東日本車には腰掛けがバケット化され、座面が高くなった車両も存在する。

国鉄時代の1986年（昭和61年）3月にK73 - K77の5編成が421系初期車置換えのため南福岡電車区へ転出しB513〜B517となった。その後はJR九州に継承されてから、編成番号をFm513〜517に変更した。2007年（平成19年）2月に、FM513と517の2編成が、同年3月にFM514～516の3編成が、457・475系を置換えるため鹿児島総合車両所（現・鹿児島車両センター）へ転出した。
勝田に残存していたJR東日本車は、一部の編成がモハ415とクハ411-500番台の間にサハ411の0番台または700番台とモハ415・414の100番台または700番台を組み込んで7両編成化した。2007年（平成19年）に運用離脱した。そのうちの2編成8両は、1500番台1編成と共に2008年（平成20年）12月24日付で廃車後JR九州へ譲渡され、南福岡車両区へ配置された（詳細は後述）。その後、2012年（平成24年）に、0・300番台の置換えを目的に大分車両センターへ転出した。さらにその後、2016年（平成28年）3月にはFo520編成が鹿児島車両センターへ再び転出した。しかし2021年初頭にFo507編成が離脱し2022年2月に廃車。2022年3月にはFk520編成が再度大分車両センターへ転出した。2022年9月23日のダイヤ改正をもって500・600番台を含めた鋼製車が運用終了することが鹿児島・大分とも発表され、大分は9月22日、鹿児島は9月23日をもって運用離脱した。Fk517編成は2023年3月23日に鹿児島から小倉工場へ廃車回送され、同年4月から5月にかけて廃車された。Fk514編成は2023年9月から10月にかけて廃車された。

2024年4月1日時点で、鹿児島車両センターにFK513・515・516の4両編成3本の計12両が、大分車両センターにFo520の1編成4両が配置されている。疎開先はFk513が門司港、Fk515,516が鹿児島、Fo520が門司となっている。

#### 700番台
1984年から1985年にかけて、MM'ユニット23組46両と付随車16両計62両が、日立製作所笠戸事業所と日本車輌・東急車輛で製造された。全車が勝田電車区へ新製配置された。100番台最終増備車から一部設計変更がされたため新たな番台区分とされた。これは、1985年に開催されたつくば科学万博開催に向けて常磐線中電の輸送力を増強する目的から、他番台で組成される4両編成の一部を7両化し最大で15両編成の組成に対応するためと、また老朽化した401系置換え用として製造された。
- 前述の500番台を含め落成時公式試運転では日立製作所製が九州地区、日本車輌製が北陸本線をそれぞれ走行した。

塗装は新製時よりクリーム10号に青20号帯。車内は車端部分をロングシートとしたセミクロスシート車で、床面高さを1985年製の500番台と同様の1200 mmとしており、天井は201系と同様の平天井に変更された。室内色は100番台最終増備車や500番台同様の白とクリームを基調としたほか、主整流器は走行風を利用した自然冷却式のRS49形に変更された。
搭載される電気機器と配置は100番台を踏襲しているが、500番台とは異なり蓄電池とその付属設備をモハ414形に搭載した。サハ411形は電動発電機（MG）と電動空気圧縮機（CP）を搭載した。
すべて中間車で製造されたが、サハ411形1両が1989年にクハ411形へ改造された。
2007年3月18日のダイヤ改正で定期営業運転を終了し運用離脱。2008年7月までに全車廃車。廃番台区分のほかサハ411形は廃形式となった。

#### 1500・1600番台

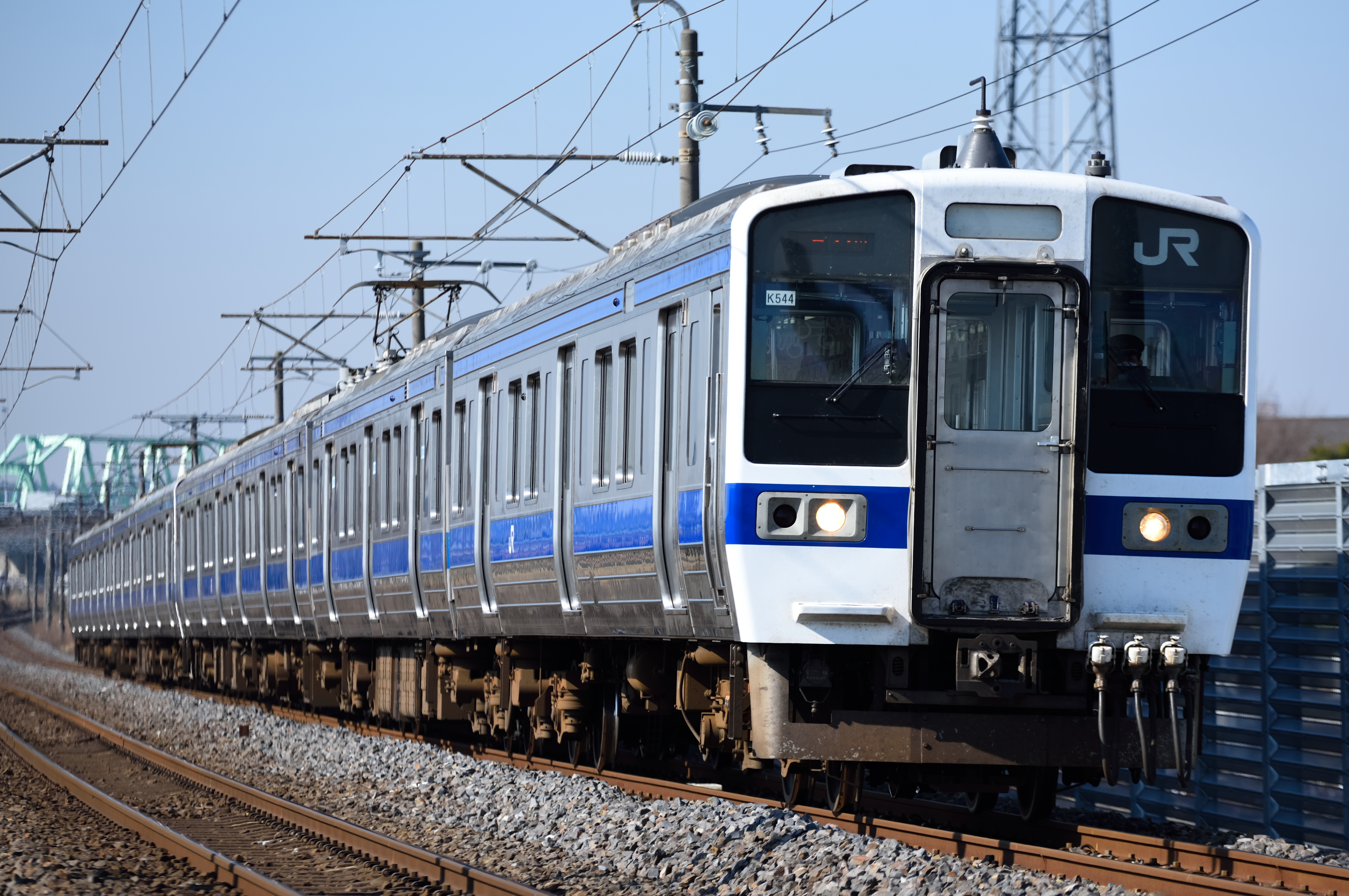
1500番台
（2016年3月 水戸駅 - 勝田駅間）

国鉄分割民営化直前の1986年から製造された軽量ステンレス製車体を持つモデルチェンジ車で、以下の変更点を持つ。
車体
- 211系同様の軽量ステンレス構造、前頭部はFRP成形品による構成[43]。
- 外観は211系に類似しているが、電気連結器を装備せずジャンパ栓受けを持つ[44]。前面種別表示器は天地寸法が小さいほか、排障器も形状が異なる[44]。
- 車体幅は2,900 mm から2,950 mm に拡幅、床面高さは211系と同一の1,180 mmとしている[43]。

台車
- ボルスタレス構造を持ち枕ばねにダイヤフラム式空気ばねを採用するDT50C形（電動車）・TR235C形（付随車）へ変更[43]。
- 曲線通過時走行性向上のため車輪形状を円弧踏面へ変更[43]。

機器類
- 鋼製車と混結運転を考慮し500・700番台に準するが[43]、軽量化（1両あたり約7.0 t [43]）により向上する加減速力を抑えて足並みをそろえるため、主電動機の限流値を低く設定。
- ステンレス車体を考慮してモハ414形の主変圧器取付位置を後位寄りに変更[44]。
- MGをブラシレス化させ容量190 kVAへ向上[43]。交流区間での脈流対策に補助平滑リアクトルを追設。
- CPは電動機を三相誘導電動機に変更して、三相交流による駆動化を実施[43]。鋼製車ではクハ411形に容量1,000 L/minのC1000形1基搭載からトイレ付の1600番台のみへ容量2,000 L/minのC2000形1基搭載へ変更[43]。

車内
- 基本的に211系と同様の客室構造となる[43]。ただし、横流送風機（ラインデリア）は設置していない[43]。
- 座席はトイレ対向部を除いてロングシートを採用。
- クハ411形の運転台構造は211系からフィードバックされた機構を採用。
- モハ414形はパンタグラフを搭載する前位側に機器室を設置し1人分少ない4人掛け仕様とする[44]。
- 国鉄時代の勝田電車区向けに製造されたグループは車内放送用スピーカーが鋼製車と同様の箱型を各車に2基設置する。
- 客室スペースをできるだけ広く取るため運転室のレール方向寸法を1,600 mmとし、後方背面窓寸法を拡大させ客室からの見通しを改善[43]。
- 車端部配電盤スペースを230 mm（モハ414のパンタグラフ側は特高圧ケーブルなどを設けるため430 mm)に薄型化したため車内スペースが拡大。

このため番台区分は、ロングシート鋼製車500・600番台のモデルチェンジという観点から1500・1600番台とされ、国鉄時代には4両編成×21本の計84両が製造された。当初は新車の直接投入によるイメージアップや、分割民営化後に本州と比べて経営が脆弱となる九州会社への配慮という観点から、本区分の全車を勝田電車区に配置して100・500番台を捻出し、南福岡電車区の421系低運転台車などを置き換える計画であった。しかし計画変更により、勝田電車区には国鉄製造分のうち4両編成x8本のみが配置され、新製配置の計画がなかった南福岡電車区にも4両編成x13本（FM1509 - 1521編成）が配置された。
南福岡電車区配置の車両は、以下のような変更点がある。

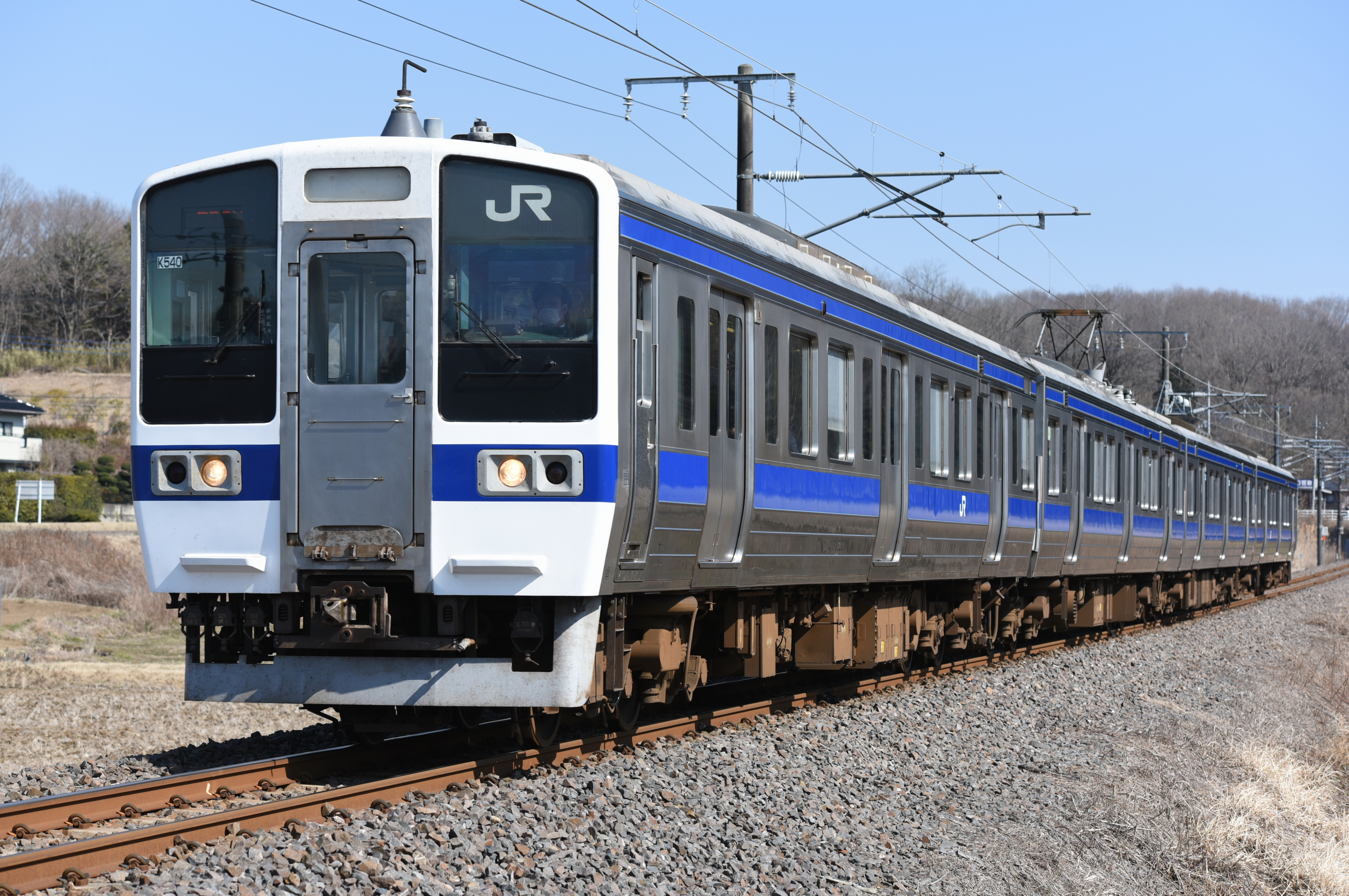
JR東日本所属車 帯色 青23号
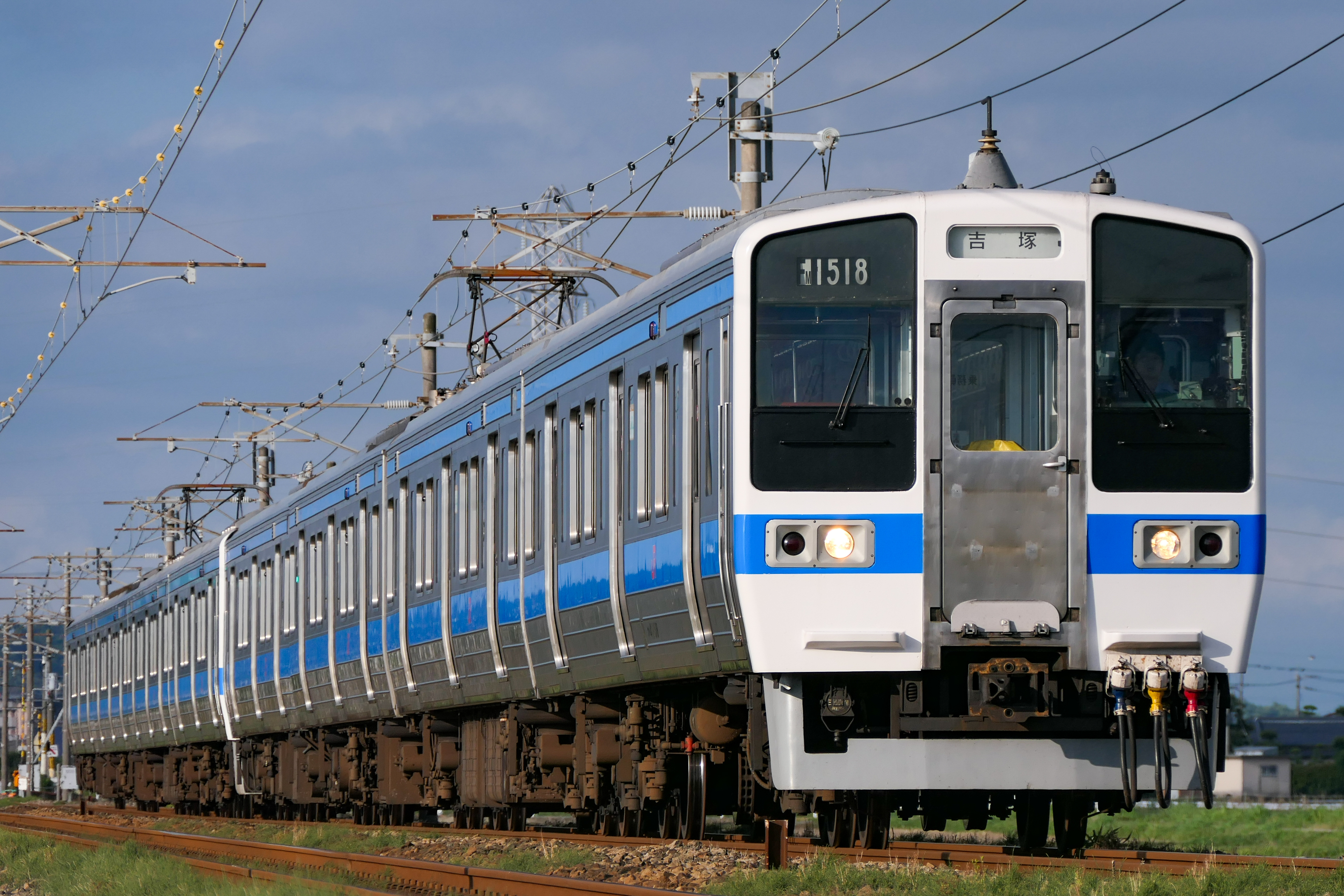
JR九州所属車 帯色 青25号
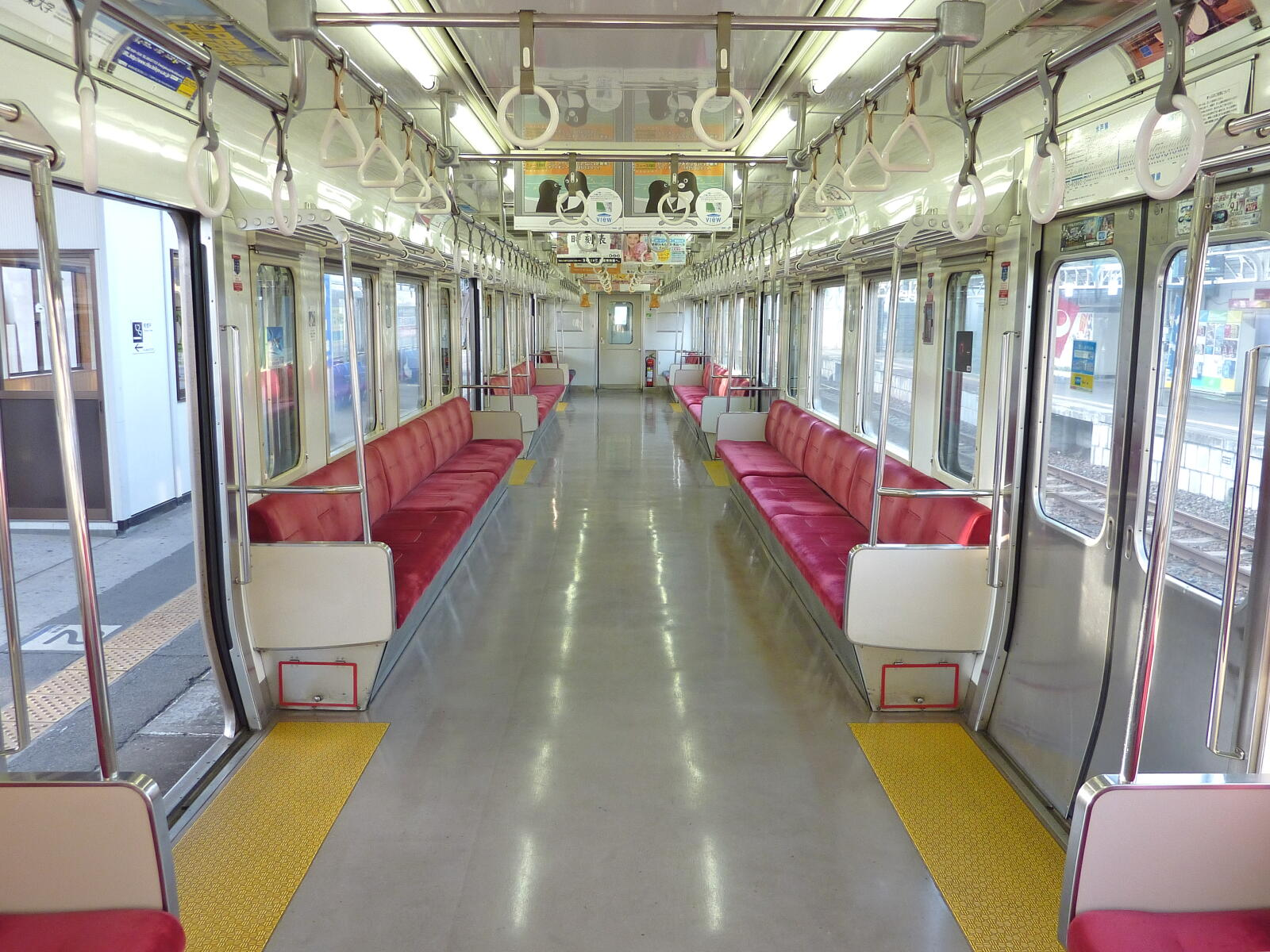
JR東日本所属車 車内
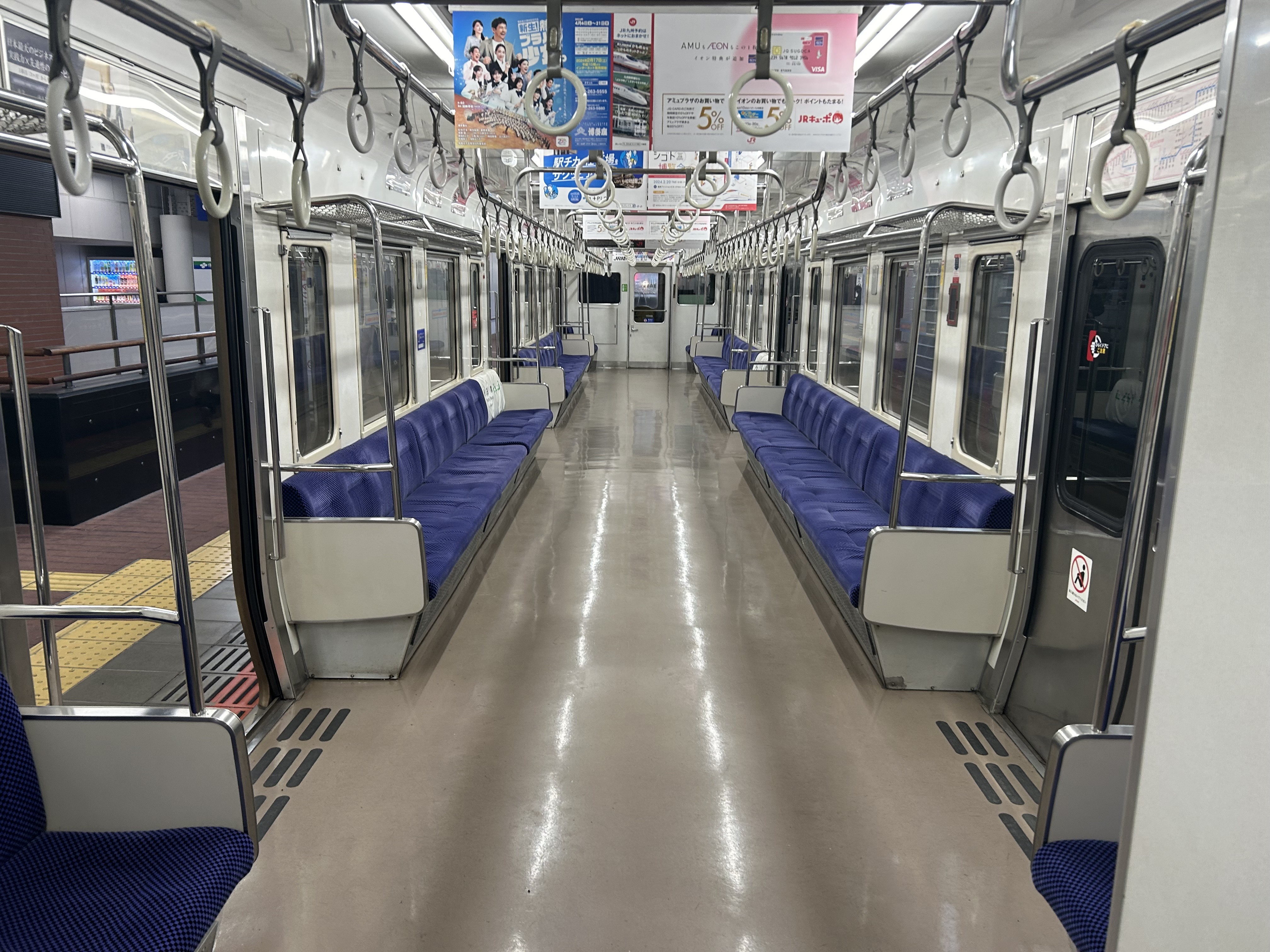
JR九州所属車 車内

- 帯色変更。JR東日本車は鋼製車では九州色の帯色となる青23号だが、JR九州車は落成当初より帯色が明るい青25号である。
- 前面のJRマークなし（譲渡車は譲渡後しばらくは装着）。
- サービス向上のために乗務員室背面仕切窓を拡大した（JR東日本化後の増備車も同様）。
- 車内放送用スピーカーを、天井中央部の通風グリル部に内蔵した（各車6台、モハ414形は異なる。JR東日本化後の増備車も同様）。
- 側面のサボ受けを連結面寄りから中央扉横に変更（一部編成を除く）、種別票差しを設置。

またオールロングシートでありながら、当時は喫煙車が当然で運転区間や時間帯で禁煙を設定していたことから、211系などと同様にロングシート部に灰皿を設置した。
| 415系1500番台4両編成  | 415系1500番台4両編成                               | 415系1500番台4両編成 | 415系1500番台4両編成 | 415系1500番台4両編成 |
| --------------------- | -------------------------------------------------- | -------------------- | -------------------- | -------------------- |
|                       | ← 上野・小山（長崎・早岐）（門司港・下関）いわき → |                      |                      |                      |
| 形式                  | クハ411-1600                                       | モハ414-1500         | モハ415-1500         | クハ411-1500         |
| 定員 （ ）は座席      | 132（55）                                          | 150（62）            | 156（64）            | 142（58）            |
| 車両重量 （落成時点） | 33.7 t                                             | 37.3 t               | 34.6 t               | 26.0 t               |

このほか、勝田電車区の編成変更に伴いサハ411-1701が製造されたため、国鉄時代の総製造両数は85両となった。
サハ411-1701
| サハ411-1701室内はセミクロスシート  |  | 組込のK918編成 |
| サハ411-1701 室内はセミクロスシート |  | 組込のK918編成 |

1986年に勝田所属車の編成見直しによる7両編成から4両編成2本への組替を実施する際に、7両で残存する編成から中間封じ込み先頭車を充当転用で対処する措置が採られたため代替車が必要になり、日本車輌製造で1両のみセミクロスシートで製造されたMG・CPを搭載する付随車である。後述するサハ411-1601とは座席配置が異なるほか、外観の差異はサボ受の有無程度のみである。
当初は403系冷房改造車+415系700番台の混結、1988年以降は415系1500番台+700番台混結のK820編成に組み込まれたが、2005年（平成17年）7月18日に実施した組換で0番台+700番台混結のK918編成に組み込まれた。同編成は2007年の常磐線運用区間短縮で余剰となり、運用を離脱した。
国鉄分割民営化後

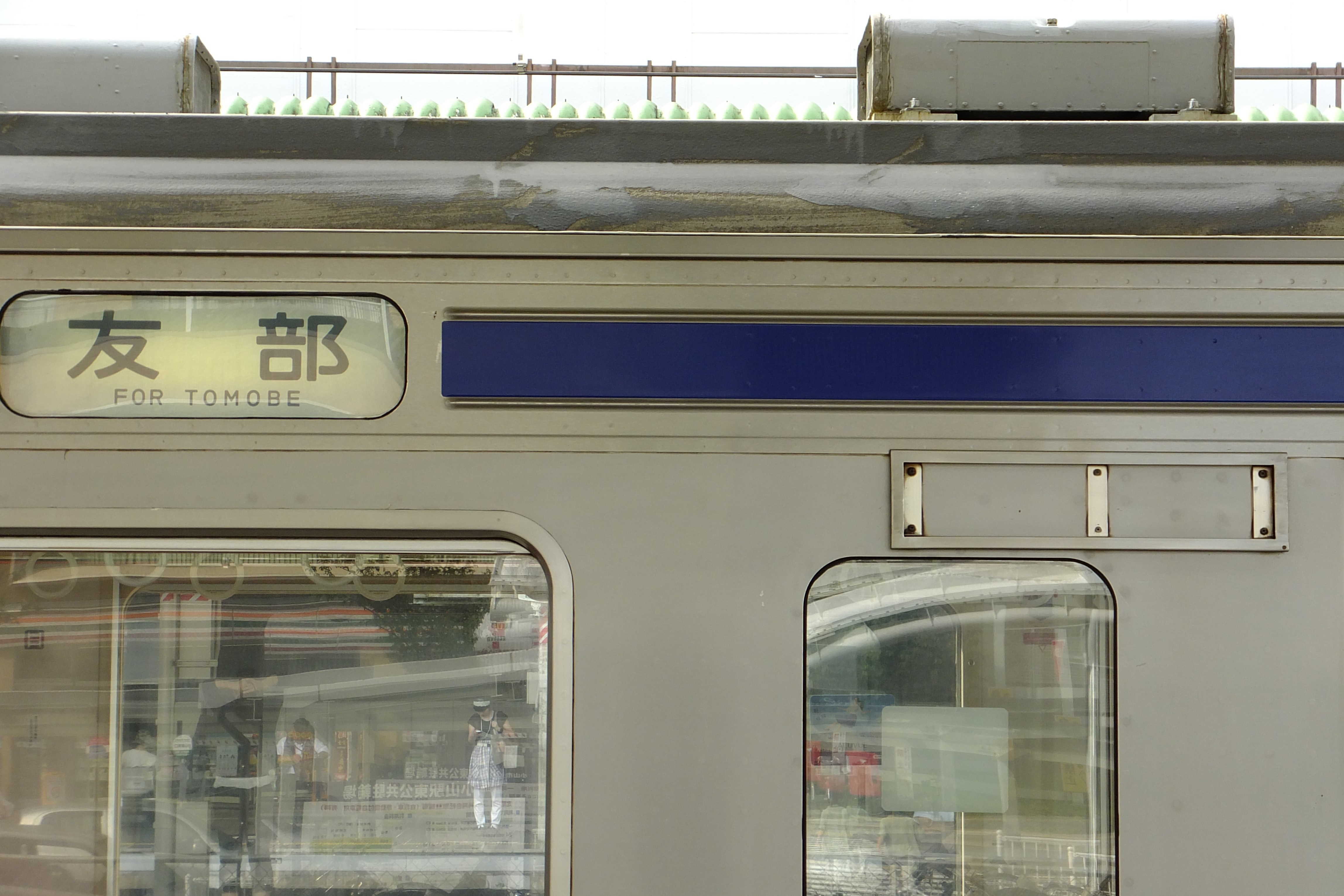
サボ受け残存車

分割民営化時には、鋼製車同様にJR東日本とJR九州に継承。さらにJR東日本では1991年までに4両編成x13本を増備した。JR化後の増備車では以下のような変更点がある。
- 乗務員室背面仕切窓の拡大と車内放送用スピーカーを変更（前述）[44]。
- 車内の荷棚を金網式からパイプ式に変更。空調吹出口（ラインフロー）をアルミ形材からFRP成形品に変更[44]。
- 空気圧縮機の除湿装置を変更[44]。
- 1989年度の増備車（1524 - 1527の編成）からは、電動車客室床面の主電動機点検フタを廃止[44]。主変圧器を50 Hz専用のTM24形に変更した[45]。本来なら別系列もしくは番台区分がされる内容[注 20]であるが、広域転配を想定していないため続番となった。
- 1990年度の増備車（1528 - 1531の編成）からは、屋根上の通風器（ベンチレーター）を鉄製からステンレス製に変更した[44]。

最終製造ロットは、常磐線での着席機会向上のため2階建試作車クハ415-1901を組み込んだ以下の変則8両固定編成で落成した。途中駅での増解結ができないため、上野寄りに4両編成を連結して全区間12両編成で運用した。

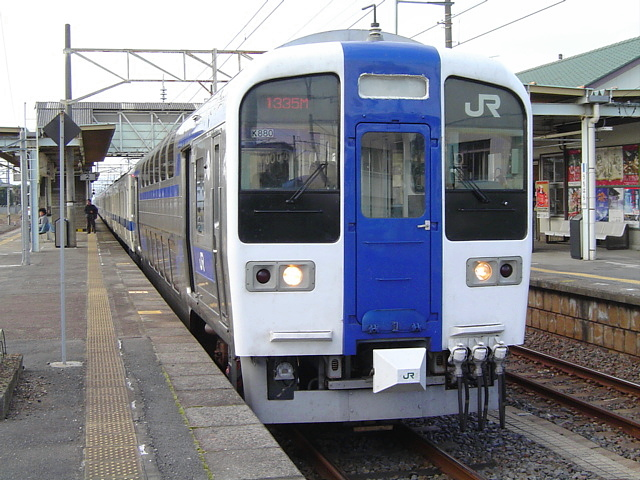
クハ415-1901
（2004年12月 内原駅）

| 勝田電車区2階建試作車組込編成 | 勝田電車区2階建試作車組込編成 | 勝田電車区2階建試作車組込編成 | 勝田電車区2階建試作車組込編成 | 勝田電車区2階建試作車組込編成 | 勝田電車区2階建試作車組込編成 | 勝田電車区2階建試作車組込編成 | 勝田電車区2階建試作車組込編成 | 勝田電車区2階建試作車組込編成 |
| ----------------------------- | ----------------------------- | ----------------------------- | ----------------------------- | ----------------------------- | ----------------------------- | ----------------------------- | ----------------------------- | ----------------------------- |
| 編成番号                      | ← 上野いわき →                | ← 上野いわき →                | ← 上野いわき →                | ← 上野いわき →                | ← 上野いわき →                | ← 上野いわき →                | ← 上野いわき →                | ← 上野いわき →                |
| K880                          | クハ 411-1634                 | モハ 414-1534                 | モハ 415-1534                 | クハ 411-1534                 | サハ 411-1601                 | モハ 414-1535                 | モハ 415-1535                 | クハ 415-1901                 |
| 製造会社 落成日               | 近畿車輛 1991.02.22           | 近畿車輛 1991.02.22           | 近畿車輛 1991.02.22           | 近畿車輛 1991.02.22           | 近畿車輛 1991.02.22           | 近畿車輛 1991.02.22           | 近畿車輛 1991.02.22           | 日本車輌製造 1991.03.09       |

クハ415-1901
定員156人。116人分の座席は客用扉付近をロングシートとしたほかは、1階および車体後部が2+2配列、2階は2+3配列クロスシートとした。1991年に日本車輌製造にて1両のみ試験的に製造された。AU714形集約分散式冷房装置を2基搭載。台車もTR235H形と本形式独自のものを装着する。
他の1500番台車とは異なり、客用扉が片側2か所のみでラッシュ時の乗降に時間を要する欠点から、基本的に上野 - 勝田間で朝の上りと夕方の下りは停車駅の少ない通勤快速に、朝の下りはラッシュ後、夕方の上りはラッシュ前に限定して運用された。1両のみの製造で増備は行われず、2006年に廃車されたが、運用成果は215系の設計に反映された。
サハ411-1601
MG・CPを搭載する付随車。1701と座席配置が異なるための番台区分で定員156（座席64）人。
2005年（平成17年）6月に500番台・700番台混結のK810編成へ、その後K811編成へ組み込まれたが、2007年の常磐線運用区間短縮で余剰となり運用離脱。
総製造両数は、モハ415形+414形ユニット35組70両・クハ411形1500番台34両・同1600番台34両・サハ411形2両・クハ415形1両の計141両である。
以下で運用面についての解説を行う。
JR東日本
常磐線・水戸線で鋼製車と共通運用されていたが、2005年（平成17年）7月9日のダイヤ改正で2階建試作車のクハ415-1901が定期運用から離脱。同車は勝田車両センター内で留置後、2006年3月10日に郡山総合車両センターへ回送され、翌11日付で廃車。同年6月12日から14日にかけて解体された。
2007年3月18日のダイヤ改正で上野口の中距離電車は最高速度130 km/hでの運転へ移行し、それに伴いグリーン車を連結したE531系に統一されたため、普通鋼製車は全車両が運用から離脱した。本番台区分に関しても常磐線での運用区間が友部 - 原ノ町間に短縮したほか、以下の車両が2009年度上半期までに余剰廃車となった。
| 2007年3月18日ダイヤ改正による余剰廃車 | 2007年3月18日ダイヤ改正による余剰廃車 | 2007年3月18日ダイヤ改正による余剰廃車 | 2007年3月18日ダイヤ改正による余剰廃車 | 2007年3月18日ダイヤ改正による余剰廃車 | 2007年3月18日ダイヤ改正による余剰廃車 | 2007年3月18日ダイヤ改正による余剰廃車 |
| 編成番号                              | クハ411                               | モハ414                               | モハ415                               | クハ411                               | サハ411                               | 廃車日                                |
| ------------------------------------- | ------------------------------------- | ------------------------------------- | ------------------------------------- | ------------------------------------- | ------------------------------------- | ------------------------------------- |
| K525                                  | 1601                                  | 1501                                  | 1501                                  | 1501                                  |                                       | 2008.12.24                            |
| K626                                  | 1602                                  | 1502                                  | 1502                                  | 1502                                  | 2009.07.18                            |                                       |
| K526                                  | 1603                                  | 1503                                  | 1503                                  | 1503                                  | 2009.06.01                            |                                       |
| K532                                  |                                       | 1522                                  | 1522                                  |                                       | 2007.10.22                            |                                       |
| K811                                  |                                       |                                       |                                       |                                       | 1601                                  | 2008.05.12                            |
| K918                                  |                                       |                                       |                                       |                                       | 1701                                  | 2007.11.12                            |

- このうちK525編成の4両は、500・600番台2編成とともにJR九州へ譲渡された[38]（詳細は後述）。

2014年12月よりE531系付属編成増備により以下の勝田車両センター配置車が廃車となった。
| 2014年12月 - 2016年3月までの廃車 | 2014年12月 - 2016年3月までの廃車 | 2014年12月 - 2016年3月までの廃車 | 2014年12月 - 2016年3月までの廃車 | 2014年12月 - 2016年3月までの廃車 | 2014年12月 - 2016年3月までの廃車 |
| 編成番号                         | クハ411                          | モハ414                          | モハ415                          | クハ411                          | 廃車日                           |
| -------------------------------- | -------------------------------- | -------------------------------- | -------------------------------- | -------------------------------- | -------------------------------- |
| K527                             | 1604                             | 1504                             | 1504                             | 1504                             | 2014.12.17                       |
| K532                             | 1622                             | 1535                             | 1535                             | 1522                             | 2015.02.11                       |
| K541                             | 1631                             | 1531                             | 1531                             | 1531                             | 2015.04.23                       |
| K536                             | 1626                             | 1526                             | 1526                             | 1526                             | 2015.05.20                       |
| K533                             | 1623                             | 1523                             | 1523                             | 1523                             | 2015.06.24                       |
| K530                             | 1607                             | 1507                             | 1507                             | 1507                             | 2015.07.24                       |
| K534                             | 1624                             | 1524                             | 1524                             | 1524                             | 2016.03.14                       |

2016年3月26日ダイヤ改正では勝田車両センターに配置されていた11編成44両が、E531系3000番台置換えにより常磐線及び水戸線での定期運用を終了し、同年6月25日の「ありがとう415系号」を最後にJR東日本での営業運転を終了した。2017年11月16日付でK543編成が廃車されたことにより、JR東日本では形式消滅となった。
| 2016年3月26日ダイヤ改正以降の廃車 | 2016年3月26日ダイヤ改正以降の廃車 | 2016年3月26日ダイヤ改正以降の廃車 | 2016年3月26日ダイヤ改正以降の廃車 | 2016年3月26日ダイヤ改正以降の廃車 | 2016年3月26日ダイヤ改正以降の廃車 |
| 編成番号                          | クハ411                           | モハ414                           | モハ415                           | クハ411                           | 廃車日                            |
| --------------------------------- | --------------------------------- | --------------------------------- | --------------------------------- | --------------------------------- | --------------------------------- |
| K544                              | 1634                              | 1534                              | 1534                              | 1534                              | 2016.06.09                        |
| K540                              | 1630                              | 1530                              | 1530                              | 1530                              | 2016.09.22                        |
| K537                              | 1627                              | 1527                              | 1527                              | 1527                              | 2016.09.29                        |
| K531                              | 1608                              | 1508                              | 1508                              | 1508                              | 2016.10.07                        |
| K538                              | 1628                              | 1528                              | 1528                              | 1528                              | 2016.10.07                        |
| K535                              | 1625                              | 1525                              | 1525                              | 1525                              | 2016.12.28                        |
| K528                              | 1605                              | 1505                              | 1505                              | 1505                              | 2017.05.25                        |
| K539                              | 1629                              | 1529                              | 1529                              | 1529                              | 2017.07.05                        |
| K529                              | 1606                              | 1506                              | 1506                              | 1506                              | 2017.08.04                        |
| K542                              | 1632                              | 1532                              | 1532                              | 1532                              | 2017.10.11                        |
| K543                              | 1633                              | 1533                              | 1533                              | 1533                              | 2017.11.16                        |

JR九州
2016年3月に小倉総合車両センター門司港派出配置車両を南福岡車両区へ集約した。2020年3月14日付で2本8両（1501・1521編成）、2021年3月13日付で4本16両（1509 - 1512編成）が大分車両センターに転属した。2021年4月1日時点では南福岡車両区に8本32両が、大分車両センターに6本24両が配置されていた。2022年9月23日付で8本32両（1513 - 1520編成）が南福岡車両区から大分車両センターに転属し、2024年4月1日時点では大分車両センターに14本56両が配置されている。
JR九州所属車は車内つり革やベンチレーターの撤去などの更新工事が実施されている。また一部編成の乗降扉の窓ガラスは金属押さえからゴム押さえに変更され、UVカットのものとなった。

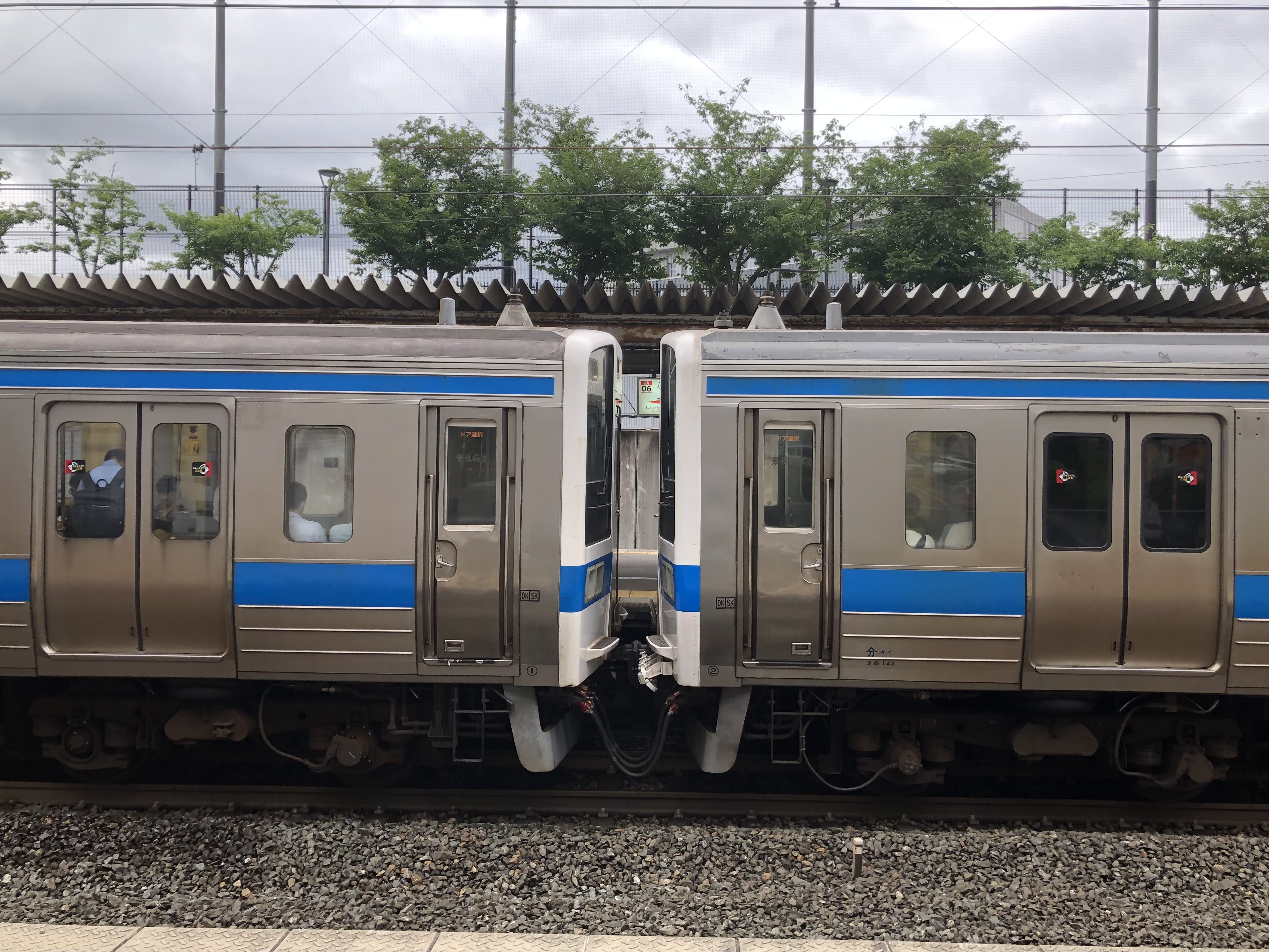
乗降扉の窓ガラスが金属押さえのFo1521(左側)とゴム押さえかつUVカット仕様のFo1510(右側)

## 改造
本項目では、形式ならびに車両番号の変更を伴う改造および冷房化など大規模な工事について解説を行う。

### 改番を伴う改造車
113系を種車にした415系800番台を除き以下の3両が存在する。

#### クハ401-901→101
常磐線の基本編成組成変更により不足する先頭車を補充するため1986年（昭和61年）11月に大宮工場（現：大宮総合車両センター）で115系のクハ115-612が415系に編入され、クハ401-901となった。車番は当初901を付番されたが、1987年（昭和62年）1月に101へ改番された。
同車は元々サハ115-2として製造され1984年（昭和59年）にクハ115形1000番台とほぼ同一構造の運転台を接合する制御車化改造が施工されたが、本系列化改造時には床下へCP搭載・主幹制御器取替・交直切替スイッチ取付が行われた。種車が115系であることから以下の特徴がある。
- 屋根上通風器が押込式
- 乗降扉に半自動扱用の大型取手を装備
- 先頭部幌取り付け台座の構造が異なる
- タイフォンカバーが寒地仕様であるシャッター式

しかし冷房改造が未施工だったことから、401系・403系非冷房車とともに415系1500番台に置換えられ、改造から5年後の1991年（平成3年）に廃車された。
- （サハ115-2）→クハ115-612→クハ401-901→クハ401-101

#### モハ401-26
後述する1979年（昭和54年）に発生した踏切事故で相方を喪失したものの、比較的損傷の少なかったモハ403-1は主電動機の交換を行って401系に編入され、モハ401-26となった。
同車はしばらくの間は保留車であったが、1980年（昭和55年）4月にモハ400-7とユニットを組成させることになり、主電動機の交換などを郡山工場で施工し、モハ401形の続番に編入。この際に403系時代から編成を組成していたクハ401-51、モハ400-7と編成を組成してたクハ401-14と新たな4両編成を組成したが、クハ401-51を除いた3両は冷房化改造を施工せず1987年（昭和62年）2月5日付で廃車された。
- モハ403-1→モハ401-26

#### クハ411形700番台
常磐線中距離電車は1989年（平成元年）に一部の7両編成を4両編成x2本へ組成変更して輸送力増強を図ることとなったが、この際に先頭車が不足することから郡山工場（現・郡山総合車両センター）でサハ411形700番台1両へ運転台を接合する制御車化改造を施工した。K522編成の奇数向き（下り方）先頭車に組成されたことから、種車に搭載されていた冷房電源用MGは撤去されたが、車体には冷却風取入ルーバーが残存する。2008年（平成20年）7月14日付で廃車。
- サハ411-707→クハ411-701

### 冷房化改造
1974年以降の新製車は、非冷房車と編成を組成するため準備工事で落成したクハ411-335を除き、全車冷房装置を搭載して落成した。そのため同等のサービスレベル確保の観点から、1971年（昭和46年）製の415系1次車は1977年に、403系・421系・423系は1979年から冷房改造工事が施工された。
ただし、403系は冷房化改造が施工されないまま廃車となった車両が存在するほか、401系電動車ユニットおよび同時に製造されたクハ401形は冷房改造の対象から外れ非冷房のまま廃車された。
本項目では、冷房装置の機種別で解説を行う。

#### AU75形による冷房化
415系0番台初期車の冷房化改造は1976年度に施工され、冷房装置は集中式のAU75B形（48.84 kW ≒ 42,000 kcal/h）が搭載された。403系・423系の一部と415系冷房準備車であったクハ411-335も1982年度に冷房化改造された。
工事内容を以下に示す。
- 各車両に冷房装置・送風ダクト・冷房配電盤の取付と後方車端部窓上に側面行先表示器設置準備工事施工ならびに冷房用三相交流電源引き通し用KE5形ジャンパ連結器を新設
- 制御車は偶数・奇数向きともに引き通しが両渡りから片渡り化し方向を固定した上で偶数向き車に冷房・制御回路電源用160 kVAのMGおよび付属装置を搭載するとともに乗務員室背面へ冷房総括制御盤取付ならびに後部側窓を廃止しロングシートを2人掛けに変更
- 主整流器をRS22A形に振替[注 30]
- モハ403・415・421・423各形式に搭載されていた制御回路電源用20 kVAのMGを撤去して補助変圧器を新設
- 制御回路用ジャンパ連結器をKE58形2基からKE76形3基へ交換[注 12]
- 制御車の前面窓ガラスを熱線入りガラスへ交換ならびに助士席側へワイパーを新設

施工内容ならびに改造時期などで以下に示す差異がある。
- 制御車最前部箱型通風器はクハ401形ではグローブ型へ交換 クハ421形およびクハ411-335は箱型通風器のまま存置
- 勝田配置車の一部は1985年に7両編成を組成する際に401・403・415系の混成ならびに冷房車と非冷房車の混結となったため非冷房のクハ401-51[注 31]・54・58・66・76へ冷房電源用160VA MG搭載ならびに運転席後位配電盤設置工事が施工された。なお、この6両はJR東日本承継後の1989年 - 1990年に車体更新と同時に冷房化改造が施工された。

#### AU1X・AU2X形による冷房化
| AU1X形冷房改造車モハ422-24  |  | AU2X形冷房改造車モハ423-3  |
| AU1X形冷房改造車 モハ422-24 |  | AU2X形冷房改造車 モハ423-3 |

従来の集中冷房装置での改造工事では、構体や屋根の補強が必要となり工数やコストのかかる問題点があったため、国鉄末期には423系を対象に集中式搭載改造に比べ費用を2/3に節減でき、工事の簡易化が可能なAU1X形分散式冷房装置4基搭載へ変更したほか、分割民営化後はさらに安価で簡易な車端部座席2ボックス分のスペースにAU2X形（20.93 kW ≒ 18,000 kcal/h）床置式冷房装置2台を搭載する方式も採用された。
AU75形による冷房化改造の場合、費用は約2,400万円、工期は約2ヶ月半だが、屋根上分散形AU1X形の場合、費用は約1,400万円、工期は約1ヶ月半となる。ただし、これでも改造費用が大きいことから4両編成6本（24両）を施工した段階で中断した。その後床置形AU2X形で冷房化が再開され、改造費用は約800万円、工期は約1ヶ月にまで大幅に短縮された。
- 本改造での冷房用電源は、主変圧器2次巻線で降圧された交流1500 Vを各車に搭載された補助変圧器で220 Vに降圧してから供給する方式となったため、新たに冷房用の補助電源装置を取付ける必要が無くなったが[63]、主変圧器からの交流電源により給電されるため直流区間では冷房が使用不可である。このため、末期には直流区間乗り入れ運用が下関までに限られる大分電車区に集中配置された。
- AU2X形床置型冷房装置は、当初は車体の3・4位寄り、後に1・4位寄り車端部に搭載[注 32]し、車内天井に冷風が通るダクトを装備する。側窓は冷房装置の凝縮器（コンデンサー）を冷却する凝縮風を取入れるルーバー状の外気取入口とし、装置設置部分屋根上は通風器を撤去して、冷房装置凝縮器を冷却した凝縮風を外気に排出する特大のグローブ型屋上排風器が取付けられたのが外観上の特徴である。

本工事により1987年中に421・423系とも冷房化を完了し、この時点でJR九州は営業用電車完全冷房化を達成した。

#### AU712形による冷房化
403系冷房化改造工事は、分割民営化も1988年までに施工された第7編成までは国鉄時代同様にAU75形集中式冷房装置搭載で施工されたが、1989年の第9編成以降は車体構造上の都合からAU75形を搭載せざるを得ないモハ402形を除き工期短縮と経費削減の観点からAU712形集約分散式冷房装置（24.42 kW ≒ 21,000 kcal/h）2台搭載に変更された。

### 国鉄時代の改造

#### 前照灯シールドビーム化
国鉄型電車では前照灯光源として長く白熱電球を標準採用してきた。しかし、フィラメントが後方に放つ光を反射し前方への投光量を増やすための反射板が必須で、灯具が大型かつ低照度で電球交換後は焦点調整を行わねばならないという欠点があった。このため、電球自体に反射板組み込み構造で、コンパクトかつ高照度で焦点調整不用のシールドビームが普及するにつれ、既存の白熱電球の保守性や保安性が問題となった。そこで保安性および保守性の向上を目的にシールドビーム化改造が1970年代以降順次施工された。

#### 特別保全工事
1980年代の国鉄では財政事情から老朽車の早期置き換えが困難であったことから、延命を目的とした特別保全工事が開始された。経年劣化の対策として屋根材の塗り屋根化、車体外板や窓枠・雨樋の交換、電気配線や空気配管の交換などが施工され、全般検査1回ほどの延命が図られている。
交直流近郊形電車では403系の約半数と423系の全車が対象となったほか、401系の後期車4編成にも施工された。

### JR各社での改造

#### 車両更新工事（JR東日本）
JR東日本では、国鉄時代の特別保全工事の内容を拡大して車両寿命の延伸を図った車両更新工事を1988年度より開始した。415系列では415系0番台初期車4両編成4本のほか、403系のうちモハ403・402形各2両ならびにクハ401形11両の計15両も対象となっている。

#### 前面強化改造（JR東日本）
国鉄時代にも別工法で前面強化工事施工車は存在したが、JR東日本では成田線大菅踏切事故後に乗務員保護の観点から前面強化工事未施工車を対象にステンレス板（一部鉄板で施工した例もあり）による前面追加工事を積極的に推進した結果、本系列でもほぼすべてに施工された。
- JR東日本のステンレス板追加方式では、アンチクライマーが目立つ。
- 前照灯のシールドビーム化も同時施工された車両も多いが、クハ401-83・84は国鉄時代に前面強化工事が試験的に施工されていたため廃車まで白熱灯のままで残存した。
- クハ401形低運転台車のうち大部分の車両が国鉄時代に前面強化工事と前照灯のシールドビーム化を同時施工した。

#### 2/3ドア開閉スイッチ取付（JR東日本）
冬季の長時間停車時「室内が寒い」と意見が出たため、中央の1ヵ所のみ開閉できるようにした。後年、冬季・夏季に長時間停車する駅や始発駅で使用されるようになった。

#### リニューアル工事（JR九州）
JR九州が長期使用を前提にした更新では以下の工事を施工した。
- 屋上通風器・モハ414形パンタグラフ周辺低屋根構造部の外気取入グリルを撤去
- 車体連結面上端キャンバス（屋根布）押さえの完全撤去[注 34]
- 側面の行先表示器の使用開始に伴う行サボ受け撤去
- AU75BH形集中式冷房装置クレーンフックの一部埋め込み
- 常磐線用列車無線アンテナ台座および配管を撤去
- 車体更新時に側窓の一部を固定化
- クハ411形奇数向き車両一部のトイレを撤去
- 内装の化粧板や、仕切り扉と貫通扉の色を813系に準じた色に変更

ただし、3両以下への短縮やワンマン運転に対応した改造は未施工である。
このほか更新工事の有無に関係なく、車内スピーカーの更新・増設改造が順次行われた。

## 事故廃車
老朽化・余剰による廃車を除いた本系列の事故廃車は以下の3両が該当する。
クハ421-43
1974年5月4日15時23分頃、鹿児島本線古賀 - 筑前新宮（現・福工大前）間（当時ししぶ・新宮中央は未開業。）の無番額踏切で大型トラックがエンストして立ち往生。そこに本系列8両編成で運転されていた南福岡発門司港行特別快速電車が衝突。先頭車のクハ421-43が脱線大破した。復旧の際に車体を盛り土から転がして除去したこと、車体がくの字型に曲がっていたことから同年6月8日付で廃車。代替としてクハ411-335が製造された。
モハ402-1・クハ401-52
1979年3月29日15時9分頃、常磐線土浦 - 神立間の鹿島街道踏切で警報機を無視して進入したダンプカーと本系列12両編成で運転されていた平（現・いわき）発上野行普通電車482Mが衝突。先頭車のクハ401-52が約70 m走行した地点で脱線し左下に転落し大破。2両目に組成されていたモハ402-1が約130 m走行した地点で脱線した。この事故でモハ402-1は同年4月14日付で、クハ401-52は同月19日付で廃車された。
事故詳細は日本の鉄道事故 (1950年から1999年)#常磐線列車衝突脱線転覆事故も参照のこと。

## 譲渡車

### JR東日本からJR九州への譲渡

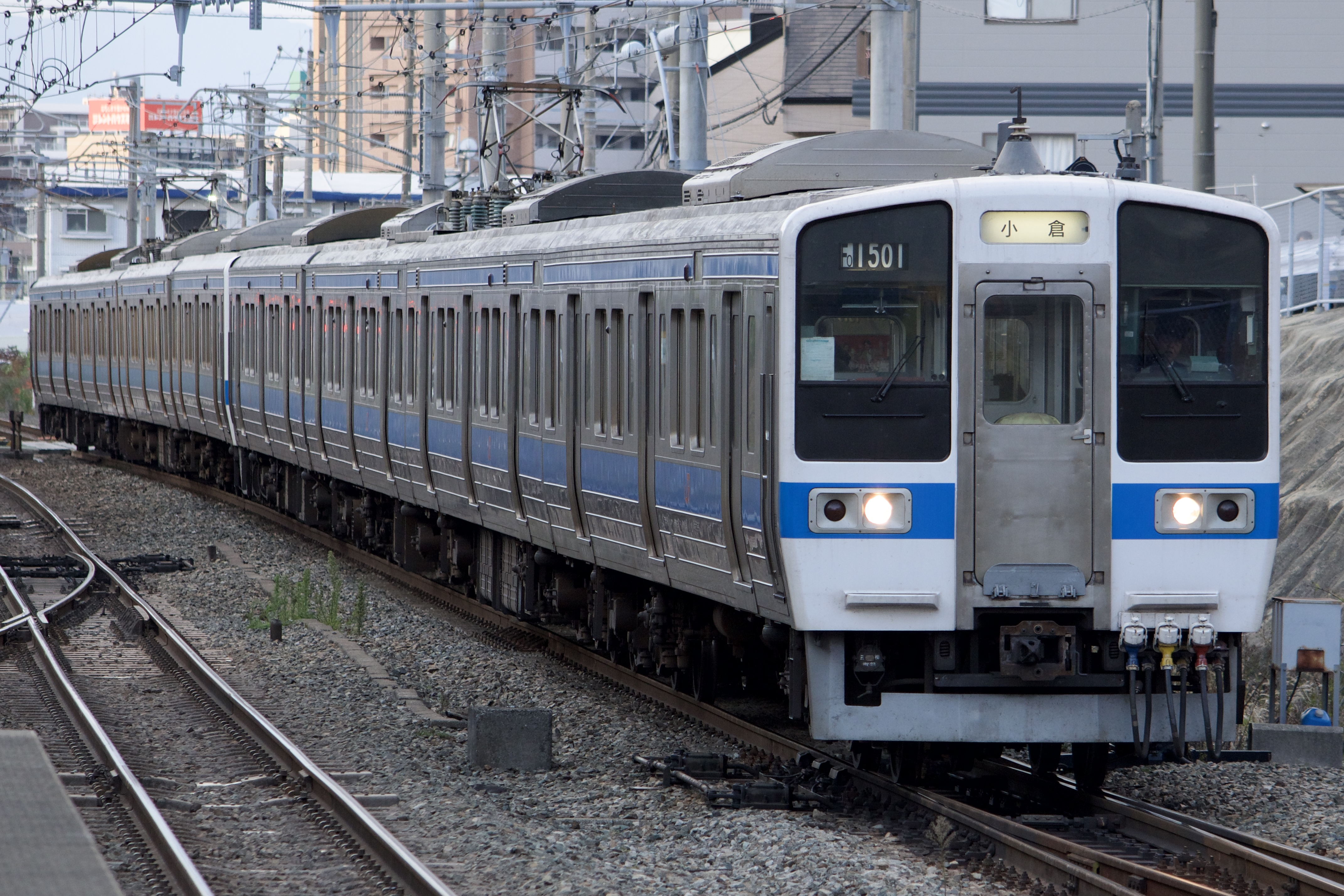
今も活躍を続ける最後の常磐線からの移籍車Fo1501

2007年3月18日ダイヤ改正で常磐線上野口中距離電車のE531系置換えにより、大量の余剰車が発生したJR東日本からJR九州へ500・600番台2編成8両、1500番台1編成4両の計12両が以下に示すスケジュールで譲渡された。JR九州では2010年度より813系の新製投入により415系0番台を置き換える計画であったが、車両メーカー側の製造の都合で3編成が不足することが判明したため、余剰車の発生していたJR東日本から415系を購入したとの経緯がある。
| 415系JR東日本 → JR九州譲渡車                       | 415系JR東日本 → JR九州譲渡車                       | 415系JR東日本 → JR九州譲渡車                       | 415系JR東日本 → JR九州譲渡車                       | 415系JR東日本 → JR九州譲渡車 | 415系JR東日本 → JR九州譲渡車 | 415系JR東日本 → JR九州譲渡車 | 415系JR東日本 → JR九州譲渡車 | 415系JR東日本 → JR九州譲渡車 |
| -------------------------------------------------- | -------------------------------------------------- | -------------------------------------------------- | -------------------------------------------------- | ---------------------------- | ---------------------------- | ---------------------------- | ---------------------------- | ---------------------------- |
| ← 上野・小山（長崎・早岐）（門司港・下関）いわき → | ← 上野・小山（長崎・早岐）（門司港・下関）いわき → | ← 上野・小山（長崎・早岐）（門司港・下関）いわき → | ← 上野・小山（長崎・早岐）（門司港・下関）いわき → | JR東日本                     | JR東日本                     | JR九州                       | JR九州                       | JR九州                       |
| クハ 411                                           | モハ 414                                           | モハ 415                                           | クハ 411                                           | 勝田車両センター             | 勝田車両センター             | 南福岡車両区                 | 南福岡車両区                 | 南福岡車両区                 |
| クハ 411                                           | モハ 414                                           | モハ 415                                           | クハ 411                                           | 編成番号                     | 廃車日                       | 受入整備改造施工             | 車籍復活日                   | 編成番号                     |
| 607                                                | 507                                                | 507                                                | 507                                                | K607                         | 2008.12.24                   | 小倉工場                     | 2009.03.11                   | FM507                        |
| 620                                                | 520                                                | 520                                                | 520                                                | K620                         | 2008.12.24                   | 鹿児島総合車両所             | 2009.03.05                   | FM520                        |
| 1601                                               | 1501                                               | 1501                                               | 1501                                               | K525                         | 2008.12.24                   | 小倉工場                     | 2009.06.23                   | FM1501                       |

3編成とも車籍復活後は南福岡車両区に配置され同月中に営業運転を開始したが、1500番台のFM1501編成は帯色を青24号に変更したものの転落防止幌部分のみ青20号のままである。
2012年には3編成とも南福岡から転出ならびに編成番号を変更した（2012年3月17日付）。
- FM507：大分車両センター/Fo507
- FM520：大分車両センター/Fo520
- FM1501：小倉総合車両センター門司港車両派出/Fj1501

なおFo520編成は2016年3月に鹿児島車両センターへ、Fj1501編成は門司港車両派出の交番検査機能廃止により同年3月26日付で南福岡車両区へ、それぞれ再転出した。さらにFj1501編成は2020年3月14日付で大分車両センターに転属し、Fo1501編成となっている。Fo507編成については2021年に廃車となり、鹿児島車両センターに転属したFk520編成も2022年3月に大分車両センターに再転出しFo520編成となり2022年9月のダイヤ改正で運用離脱し門司に疎開されている。

## 運用
2024年（令和6年）現在で運用を有する車両はJR九州のみである。

### 常磐線・水戸線

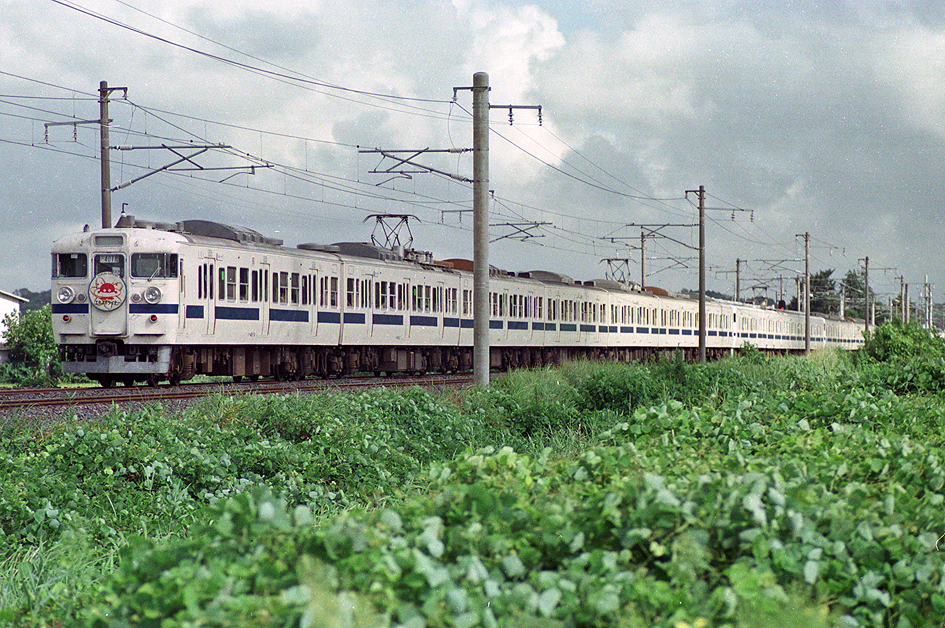
415系臨時快速「エキスポライナー」（1985年）

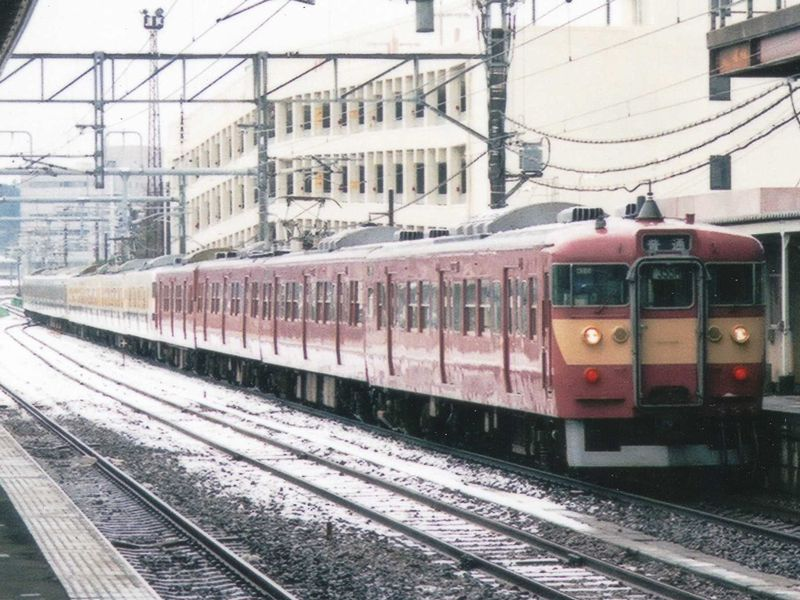
常磐線 3色混合編成

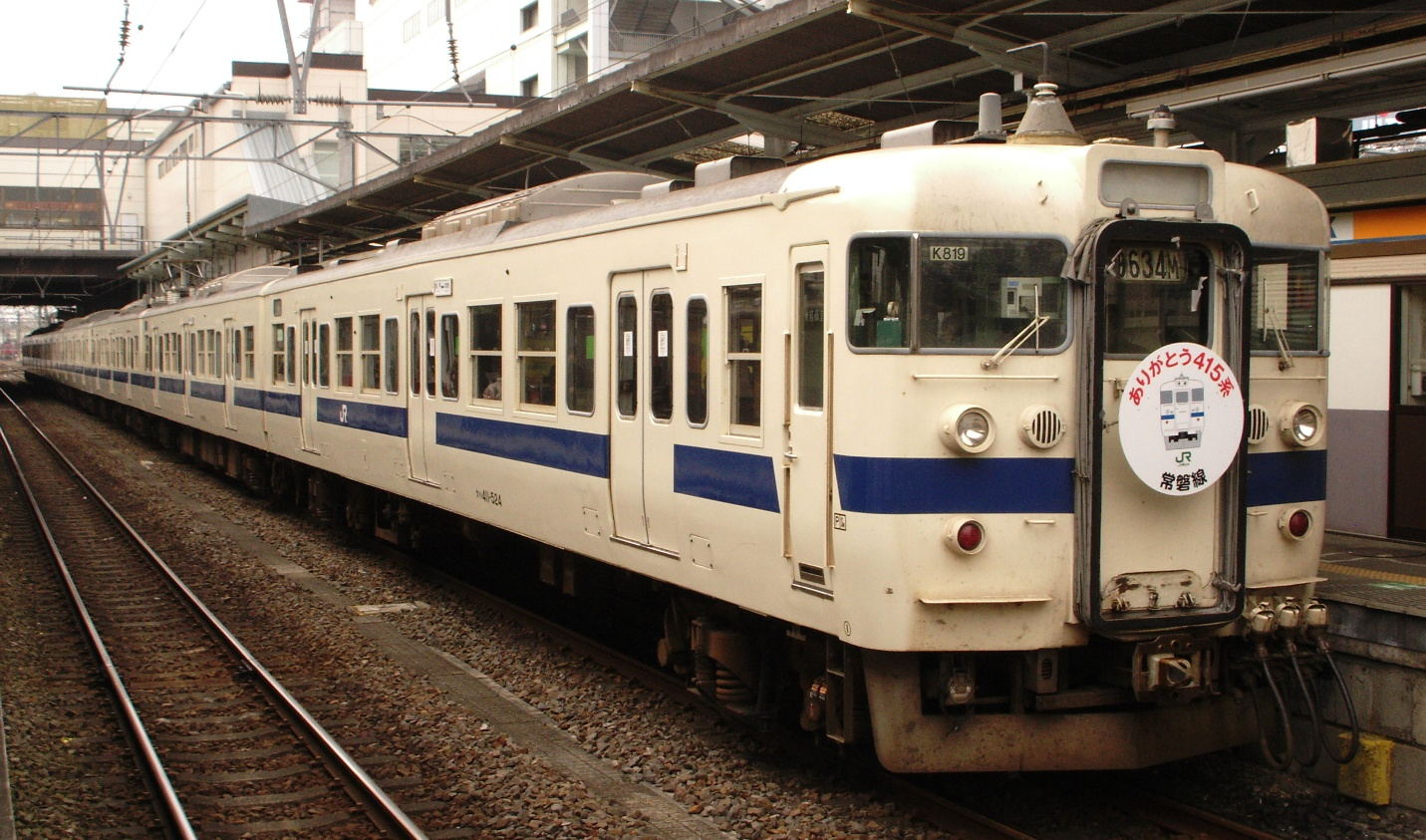
常磐線 普通鋼製車さよなら運転

常磐線用の401系は1960年8月に先行試作車4両編成2本が落成し、当初は宇都宮機関区（後の宇都宮運転所）に配置されて東北本線宇都宮駅 - 白河駅間で試験が行われた。同年10月に常磐線が取手駅 - 神立駅で先行電化され、401系は松戸電車区に転属して地磁気擾乱試験や性能試験などが実施された。
1960年の年末年始には401系が12月29日から1月5日にかけて東北本線上野駅 - 福島駅間の臨時準急列車に使用されており、これが401系として最初の営業運転となった。
1961年4月1日には勝田電車区が開設され、先行試作車が同区へ転属するとともに量産車も順次新製配置された。1961年6月1日の取手駅 - 勝田駅間電化開業により401系の本格運用を開始し、量産車を含めて11編成44両の体制となった。当初より4両ユニット単位で編成番号が付与されており、先行試作車はK1・K2編成、量産車はK3 - K11編成となった。
1962年10月には常磐線の電化区間が高萩駅まで、続いて1963年5月には平駅（後のいわき駅）まで電化され、401系の運用範囲も平駅まで拡大した。1963年9月には草野駅まで電化され、同駅に設けられた留置線への回送列車が設定されたが、1965年6月には営業列車が草野駅へ乗り入れるようになった。
1966年10月には常磐線上野口の普通客車列車置き換えのため403系が投入され、翌1967年3月には水戸線が交流電化されて同線の普通列車の一部が電車化された。水戸線は小山駅が直流電化されているため、小田林駅 - 小山駅間に交直デッドセクションが設けられた。1967年8月の常磐線草野駅 - 岩沼駅間電化時は401系・403系の運用区間拡大はなかったが、1969年4月に四ツ倉駅まで運用区間が拡大された。
1971年に綾瀬駅 - 我孫子駅間の複々線化により常磐緩行線が開業し、上野口で快速運転を行う中距離電車（中電）増発用として415系0番台が投入された。1975年3月改正では上野口増発および上尾事件を教訓とした異常時特発用として415系0番台の改良型（0'番台）が投入された。
1978年10月改正では上野口増発用として415系100番台が投入され、同年12月には401系試作車2編成が廃車となった。試作車のK1・K2編成の番号は415系100番台による2代目K1・K2編成となった。
1981年からはロングシートの415系500番台が投入され、401系初期量産車の置き換えが開始された。1982年11月改正では客車列車による郵便・荷物輸送廃止と客車列車置き換えにより415系500番台が増備された。
常磐線中距離電車は1985年の国際科学技術博覧会（つくば科学万博）開催を機に車体塗装を変更することになり、在来車も含めてクリーム10号を地色に青20号の帯を配した塗装に変更された。つくば科学万博に合わせて輸送力増強も図られ、編成両数は従来の最長12両（4両+4両+4両）から15両（7両+4両+4両）に組成変更された。万博開催期間中は会場アクセス列車として臨時快速「エキスポライナー」が415系を主体に運行された。
1985年3月改正では451系による急行「ときわ」が特急「ひたち」への格上げで廃止となり、451系の間合い運用による普通列車が415系列に置き換えられた。同改正では415系列が営業列車で浪江駅、回送列車で原ノ町駅まで乗り入れるようになった。
1986年3月改正ではステンレス車体の415系1500・1700番台が33両投入され、捻出された415系500番台20両が九州地区の南福岡電車区へ転出した。また、両毛線桐生駅までの直通運用も設定された。
分割民営化時点では247両（鋼製車 214両・ステンレス車33両）が所属し、401系・403系を含めて339両がJR東日本に承継された。JR化後の追加増備車を含めると395両となる。国鉄時代から引き続き勝田電車区（現・勝田車両センター）に集中配置され、常磐線相馬以南ならびに水戸線、両毛線（1往復のみ）で運用されていた。
車両面では415系1500番台で401系初期車を、E501系・E531系により403系を代替するなどしていたが、2007年3月18日ダイヤ改正で上野口中距離電車運用をE531系電車へ完全置換えを実施。常磐線友部 - 原ノ町間・水戸線に運用区間を短縮し、普通鋼製車は余剰となり定期運用を終了。同年3月24日には水戸 - いわき間で普通鋼製車さよなら運転を実施。2009年までに1500番台の一部を含めて全車廃車となった。
2011年3月に発生した東日本大震災と福島第一原子力発電所事故の影響で常磐線竜田駅 - 原ノ町駅間が長期不通となったため、415系の運用範囲も竜田駅以南となった。残存した1500番台も2016年（平成28年）3月26日ダイヤ改正でE531系へ置換えられ運用終了し、2017年11月16日までに全車廃車となった。

### 九州地区

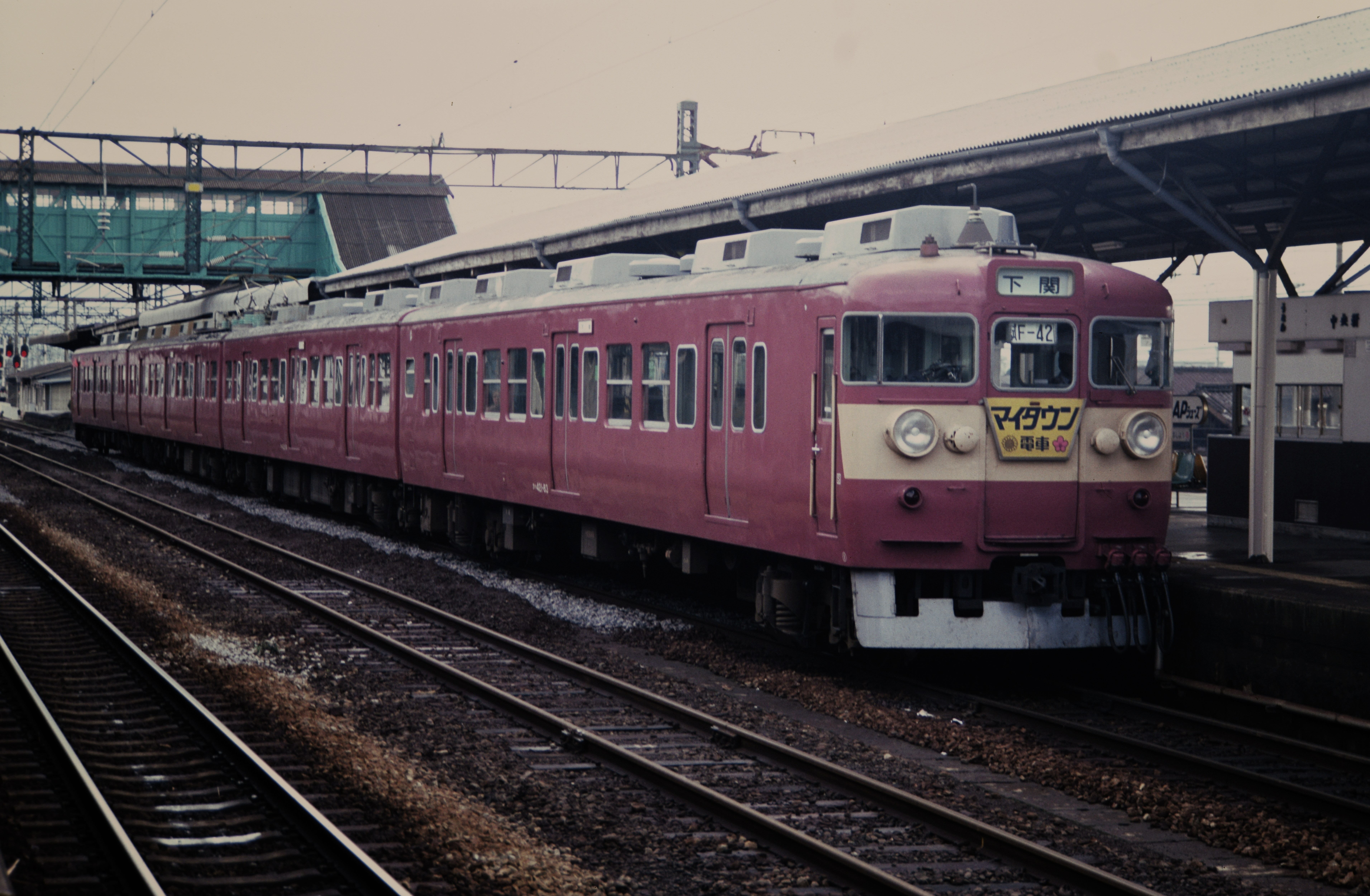
鹿児島本線 久留米駅に停車する423系（1987年3月7日）

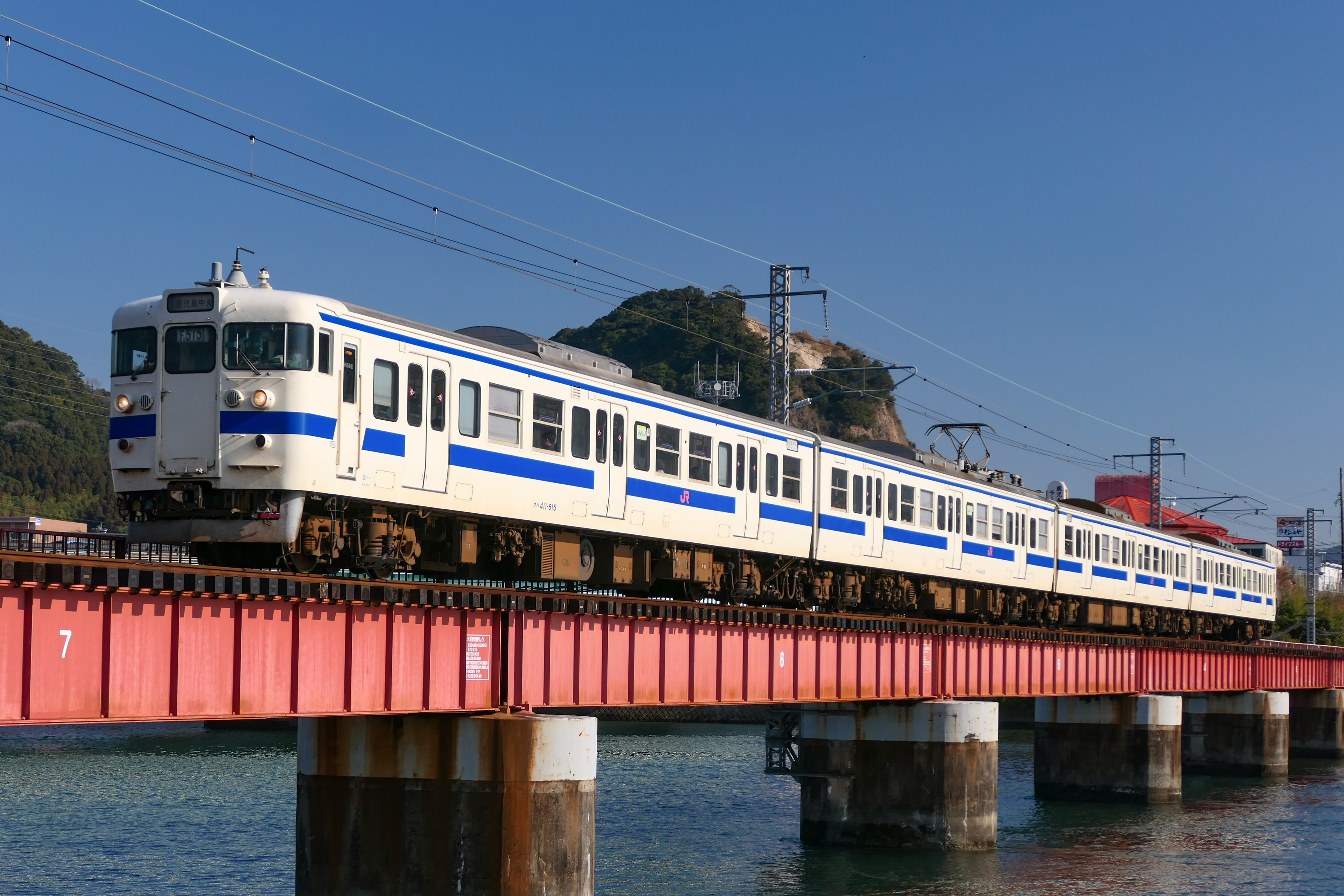
日豊本線で使用される415系500番台（2022年1月4日）

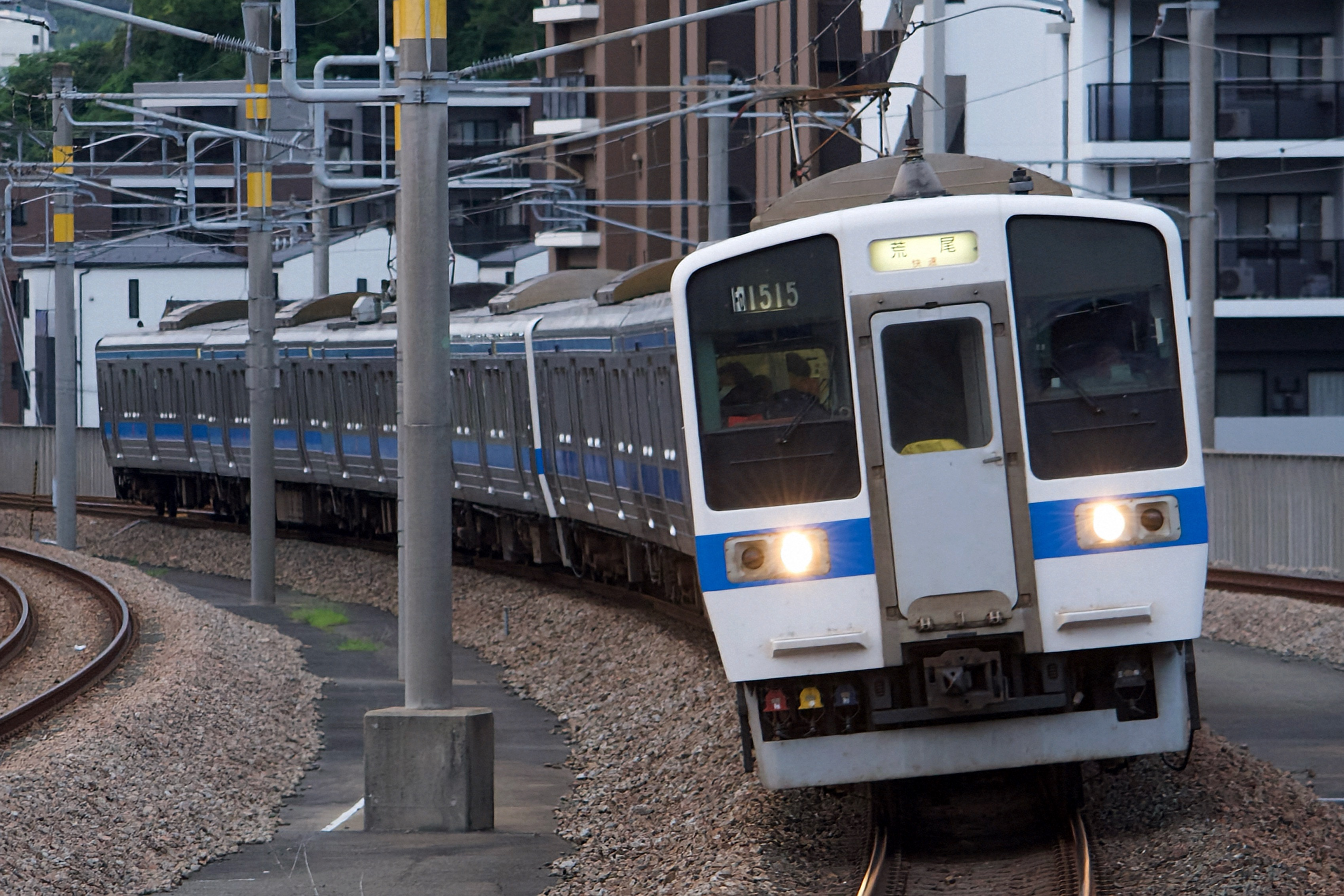
鹿児島本線で快速運用に充当される415系1500番台

九州地区では1960年に421系試作車4両編成2本が投入され、雑餉隈駅（後の南福岡駅）に隣接して開設された南福岡電車区に配置された。最初の試運転はすでに交流20 kV・60 Hzで電化されていた北陸本線で実施後、九州での各種試験運転を実施した。
1961年からは量産車も配置され、1961年6月1日の鹿児島本線門司港駅 - 久留米駅間交流電化開業より営業運転を開始した。運用区間は門司港駅 - 久留米駅間のほか山陽本線の門司駅 - 徳山駅間ならびに宇部線で、山陽本線下関駅 - 小郡駅間が鹿児島本線と同日に直流電化されている。編成番号は先行試作車2編成がA1・A2編成、量産車はA3編成以降となった。小倉駅 - 博多駅間では快速電車が8往復設定され、同区間の所要時間は58分、折尾駅 - 博多駅間はノンストップ36分で運転された。
運用開始直後は初期故障が多発し、高速運転中に平滑リアクトルや変圧器などの交流機器ダウンが頻発したという当時の関係者の話が残されている。山陽本線では併用されている蒸気機関車の煤煙が架線に付着してパンタグラフの集電を阻害し、場合によっては糸ノコギリ状となりパンタグラフの摺板が溝状に削れて破損することもあった。さらに関門トンネルや海岸線沿いを走行した際の塩害などにより碍子の閃絡事故が相次いで発生したため、一部列車を客車や気動車で代走することがあった。
1963年3月には鹿児島本線の電化区間が荒木駅まで延長された。1964年11月には関門連絡船廃止により関門トンネルを通過する普通列車が増発され、1965年1月より423系が投入された。編成番号は421系A編成の続き番号であった。1965年10月には鹿児島本線が熊本駅まで電化され、421系・423系の運用区間も鹿児島本線の熊本駅から山陽本線の徳山駅までの範囲に拡大した。
1966年10月には日豊本線小倉駅 - 新田原駅間が、翌1967年には新田原駅 - 大分駅 - 幸崎駅が電化された。この幸崎電化に合わせて大分電車区が開設されており、南福岡からの転属車を含めて13編成が配置された。大分電車区所属車はF編成となったが、編成番号の数字は相互に転属した際も変更されなかった。
1966年11月1日には難読駅であった雑餉隈駅が南福岡駅に改称された。1970年には鹿児島本線が鹿児島駅まで電化されたが、この時点での421系・423系の運用範囲拡大はなく従来通り熊本駅までであった。
1974年には日豊本線の客車列車置き換えと快速列車増発を目的に415系0番台が投入され、北九州地区の輸送改善用としても増備された。415系の編成記号はBが定められた。山陽新幹線博多開業の1975年3月改正では鹿児島本線の運用範囲が八代駅まで延長された。
1976年の長崎本線・佐世保線電化では485系による電車特急「かもめ」「みどり」が運行を開始したが、415系列も肥前山口駅で分割併合する博多駅 - 長崎駅・佐世保駅間の快速列車1往復が設定された。
1978年からは北九州地区にシートピッチ拡大車の415系100番台が投入されたほか、日豊本線では大分電車区に415系が初配置され、運用範囲も佐伯駅まで拡大した。1979年には421系試作車4両編成2本が廃車となった。大分電車区配置の415系の編成記号はFである。1980年からは長崎本線・佐世保線のホーム嵩上げにより電車普通列車が増発された。
1980年代半ばより福岡・北九州都市圏周辺で運転されていた列車に「マイタウン電車」（分割民営化後は415系用デザインの「タウンシャトル」）のヘッドマークを掲出して運転した実績がある。
1986年には常磐線で使用されていた415系のロングシート車500番台5編成が南福岡電車区に転入し、421系5編成が置き換えられた。国鉄末期の1986年9月には415系1500番台の13編成52両が南福岡電車区に新製配置され、421系13編成が運用を離脱した。この時期より九州地区の一般型鋼製車の塗装変更が検討されるようになり、クリーム10号（アイボリーホワイト）の地色に青23号の帯の組み合わせが採用された。
分割民営化後時点では185両（鋼製車133両・ステンレス車52両）が所属し、421系・423系を含めて332両がJR九州に承継された。1997年には415系15編成が南福岡電車区から門司港運転区へ転属した。813系・815系の増備により、421系は1996年に、423系は2001年に全廃となった。
1995年には交直流近郊形電車の編成番号がFに集約され、これに所属区所の記号を添える方式に変更された。南福岡区はM、大分区はO、門司港区はJが定められた。
2001年10月6日には筑豊本線折尾駅 - 桂川駅間と篠栗線の電化に伴って福北ゆたか線が開業し、817系の投入に加えて朝夕ラッシュ時には415系も乗り入れるようになった。このうち折尾側では従来使用されていた50系による客車列車の運用を継承する形となった。
2002年3月改正では415系の宇部線乗り入れが廃止された。2005年10月1日改正ではJR西日本受け持ちの寝台特急「彗星」の廃止とともにJR九州415系の下関以東乗り入れが廃止され、JR西日本の気動車による九州乗り入れも終了した。山陽本線下関以東の旧415系運用分はJR西日本117系の下関地区転入車に置き換えられた。
2007年には鹿児島本線・日豊本線の川内駅 - 鹿児島中央駅 - 国分駅間での運用が開始されている。福岡地区への813系投入で捻出された南福岡電車区の415系500番台が鹿児島総合車両所（2011年より鹿児島車両センター）に転属し、老朽化した鹿児島ローカル用475系が置き換えられた。編成番号に添えられる記号はKである。鹿児島車両センター所属車は交直切替スイッチを交流側に固定しているため関門トンネルの走行は不可である。
2009年にはJR東日本から運用短縮で余剰廃車となった4両編成x3本（1500番台1本、500番台2本）計12両が譲渡されたが、2012年の817系3000番台運用開始に伴い南福岡配置車を中心に普通鋼製車から順次置き換えが開始された。0・300番台はこの置き換えで消滅している。2016年3月までは小倉総合車両センター門司港車両派出（旧・門司港運転区）にも配置されていた。2019年には415系の置き換え用に投入された821系の営業運転が開始された。
2021年（令和3年）4月1日現在、大分車両センターに1500番台8本32両、100・200番台18本、1500番台6本、500・600番台1本の計25本100両、鹿児島車両センターに500・600番台6本24両を配置されていたが、2025年現在では1500番台のみが運用についている。
2022年（令和4年）9月23日のダイヤ改正で、鹿児島車両センター・大分車両センター所属車（鋼製車）は営業運転を終了し、残るは1500番台のみとなった。運用範囲も鹿児島本線久留米駅以南、日豊本線大分駅以南、筑豊本線、豊肥本線、長崎本線佐賀駅以西での運用を終了し、鹿児島本線の快速列車での運用も一旦終了した。415系は2025年現在、同社唯一の交直両用近郊形電車であり、関門トンネルから直流電化の山陽本線下関駅へ乗り入れる運用のほか、九州島内では鹿児島本線（門司港駅 - 荒尾駅間）・日豊本線（小倉駅 - 大分駅間）・長崎本線（鳥栖駅 - 佐賀駅間）の列車に充当される。
2023年（令和5年）6月1日からは平日運転の臨時快速列車で運用されるようになった。2024年（令和6年）3月16日のダイヤ改正で、鹿児島本線での8両編成での運用が増加し、小倉駅 - 荒尾駅間では快速列車での運用が復活した。また、長崎本線(佐賀-江北)と佐世保線(江北-早岐)の運用も復活した。

### 急行列車としての運用
国鉄時代を中心として運用の都合から以下の急行列車（いわゆる遜色急行）へ投入された。
「ときわ」
- 1967年10月1日のダイヤ改正で上野 - 水戸間1往復に不定期の休日運転として設定。1968年10月1日のダイヤ改正後は定期列車化。しかし、1971年（昭和46年）4月20日からは再び不定期運転となり1978年10月2日のダイヤ改正で廃止。

「ゆのか」
- 1968年10月1日のダイヤ改正で博多 - 大分間に1往復設定。1972年3月15日のダイヤ改正で457・475系へ置換え。

「ぎんなん」
- 1968年10月1日のダイヤ改正で博多 - 熊本間に下り1本のみ設定。1972年3月15日のダイヤ改正で457・475系へ置換え。